# 阪急神戸本線
神戸本線（こうべほんせん）は、大阪府大阪市北区の大阪梅田駅から兵庫県神戸市中央区の神戸三宮駅までを結ぶ阪急電鉄の鉄道路線である。『鉄道要覧』に記載されている路線名は単に神戸線（こうべせん）であるが、「神戸線（系統）」は支線の伊丹線・今津線・甲陽線を含む総称としても用いられていることから、旅客案内や規則類においては「神戸本線」の呼称が使用されている。ラインカラーはブルー（■）。駅ナンバリングで使われる路線記号はHK。

## 概要
宝塚本線・京都本線と並ぶ阪急電鉄の基幹路線の一つであり、並行するJR神戸線（東海道本線）・阪神本線と共に大阪と神戸それぞれの随一の繁華街である梅田と三宮を結ぶ都市間鉄道（インターアーバン）の一つである。 ルーツの異なる京都線（京都本線およびその支線）と区別するために、神戸線（神戸本線およびその支線）と宝塚線（宝塚本線およびその支線）を合わせて神宝線と総称されることもある。神戸三宮駅から神戸高速線の新開地駅まで直通運転を行なっている。
もともとライバルだった阪急と阪神両社は、2006年に阪急阪神ホールディングスとして経営統合するまで、互いに乗客獲得や沿線開発において激しい競争を繰り広げてきた。
本路線は大正時代に、カーブの多い既存の阪神本線に対抗してスピード面で優位に立てるように阪神間を高速で走行することを前提に建設された。そのため、ほぼ直線的に大阪と神戸を結んでおり、JR神戸線・阪神本線よりも山手側を通っている。沿線は阪神間モダニズム文化圏に位置し、特に神戸市東灘区や芦屋市、西宮市の山手側を中心に関西有数の高級住宅街が広がっている。最初期の計画では伊丹付近の開発を名目に敷設免許を申請したことから、現行よりも北よりの伊丹駅・門戸厄神駅付近を通るルートとなっていた。その後、阪神間の短絡を目的に現在のルートに変更されたため、伊丹線を建設することとなった。2020年7月16日に伊丹線とともに開業100周年を迎えた。これを記念して一部電車にヘッドマークをつけ、同年9月まで運行された。

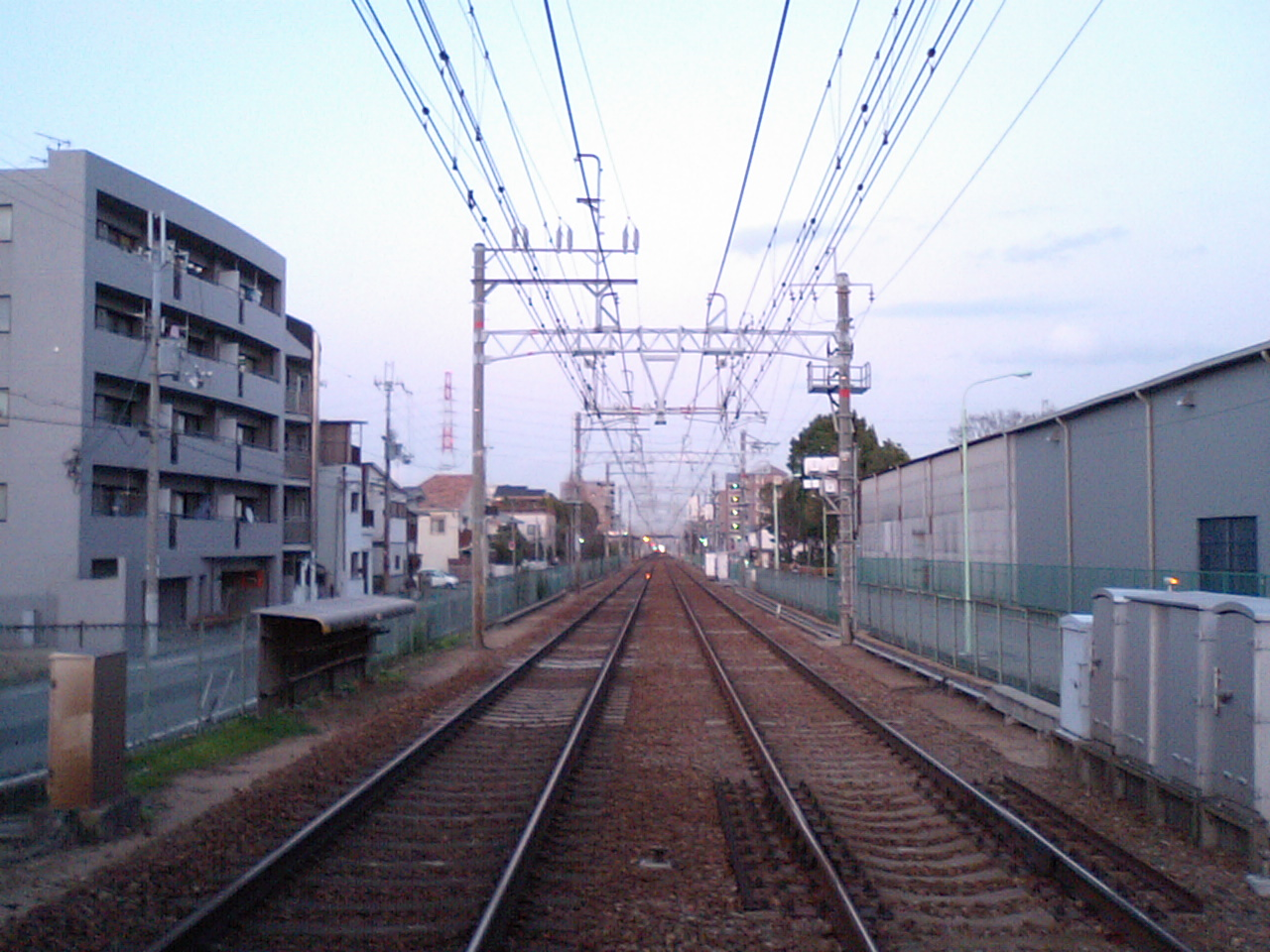
直線主体の阪急神戸本線の線路

当記事において運行形態節での各種別の運行の変遷や、歴史節は当時の駅名で記述しており、「梅田駅」「三宮駅」とあるのは、それぞれ現在の大阪梅田駅、神戸三宮駅である。また、阪急の神戸駅は1936年3月までは後の上筒井駅、同年4月から1968年4月までは現在の神戸三宮駅を指す。

### 路線データ
- 路線距離（営業キロ）：大阪梅田駅 - 神戸三宮駅間 32.3 km
- 軌間：1435 mm
- 駅数：16駅（起終点駅含む）
- 複線区間：全線
- 電化区間：全線電化（直流1500 V）
- 閉塞方式：自動閉塞式
- 最高速度：115 km/h[1]
- 車両基地：西宮車庫
- 2022年度の混雑率：134%（神崎川→十三 7:33-8:33）[10]

## 路線概況
全体的に直線区間が多く、また大都市圏内の私鉄路線としては駅間距離が比較的長いため、普通列車も含めて十三駅 - 神戸三宮駅間では100 km/h前後の速度（最高速度は115 km/h）で運転される。
ただし、御影駅の大阪方にはS字に迂回するカーブが存在する。これは神戸線建設時、ルート上に朝日新聞創業者の一人、村山龍平の邸宅（現・香雪美術館）があり、村山が近所のカネボウ社長武藤山治、住友財閥総理事鈴木馬左也や近隣住民を誘って反対運動を行い、用地買収に難航したことによる。このため、この区間では最高速度が90 km/hに制限される。この区間では長らく65 km/hに制限され減速を強いられてきたが、線形改良（緩和曲線延長・ロングレール化・カント修正）により1993年7月に70 km/hに、2006年10月に90 km/hに向上した。
大阪梅田駅 - 西宮北口駅間は大阪平野を走りほぼ平坦であるが、西宮北口駅 - 神戸三宮駅間、特に夙川駅 - 春日野道駅間は山沿いのルートで六甲山地の麓を走るため、16.7‰ - 30.3‰の勾配が断続的に存在する。
大阪梅田駅 - 十三駅間の架線方式は、宝塚本線はシンプルカテナリーであるが、神戸本線・京都本線（厳密には宝塚本線の一部）はコンパウンドカテナリーである。
神崎川駅西側の神崎川橋梁には防潮扉が設置されており、台風接近による高潮や、地震後の津波等への対策として閉鎖されることがある。この場合、大阪梅田駅 - 園田駅間は運休（このうち大阪梅田駅 - 十三駅間は神戸本線のみ運休）となるが、過去には十三駅 - 神崎川駅間で上り線のみを利用して折り返し運転されたことや、園田駅に用意されている折り返し線を利用して園田駅 - 三宮駅（現在の神戸三宮駅）間の普通列車のみで折り返し運転をしていたこともある。それ以外にも、人身事故など輸送障害が発生した場合、園田駅で折り返し運転を行うこともある。なお、大阪梅田駅 - 西宮北口駅間の代替路線としては、宝塚本線（大阪梅田駅 - 宝塚駅）・今津線（宝塚駅 - 西宮北口駅）を経由するよう案内されたことがある。
岡本駅や王子公園駅などは、JR神戸線の駅からわずか数百メートルの距離にあり、前者は摂津本山駅、後者は灘駅と乗り換え可能だが、JRとの乗り換え案内は行われていない。一方、塚口駅に関してはJR福知山線に同じ駅名である塚口駅があるものの、両駅間が1kmほど離れていることもあり乗り換え案内は行われていない。

## 運行形態
阪急電鉄は神戸高速鉄道東西線神戸三宮駅 - 新開地駅間の第二種鉄道事業者であり、自社線扱いの「神戸高速線」として神戸三宮駅から新開地駅まで直通運転を行っている。
平日は9時 - 21時ごろまで、土曜・休日は7時 - 19時ごろまで、いずれも各種別10分間隔での運転が基本のダイヤとなっている。また、全日とも日中は特急と普通のみの運行となっている。
平日は、朝ラッシュ時（7 - 8時台）は15分サイクルとなり、特急または通勤特急、急行（下りのみ）または快速（上りのみ）、準急（今津線宝塚駅から直通、大阪梅田方面のみ）、普通が運行される。一方、夕方ラッシュ時（17 - 20時台）は10分サイクルを維持しつつ準特急、快速（下りのみ）、普通（大阪梅田 - 西宮北口間の区間運転あり）が運行される。それまでのダイヤでは所々で後続列車が先行列車に追いついてしまい速度制限を受ける（いわゆるノロノロ運転）弊害が出ていたこともあり、2025年2月22日のダイヤ改正で千鳥停車のダイヤパターンを導入し、平日の朝夕ラッシュ時の混雑の平準化と運行間隔の調整を図った。
土曜・休日は、22時以降は準特急と普通の運行となる。また、土曜は休日ダイヤが適用されている。以前は、月曜から土曜までが平日ダイヤ、日曜・祝日が休日ダイヤで運転されていたが、関西では京阪電鉄に次いで1992年12月に宝塚線、1993年2月に京都線で土曜ダイヤを導入しており、これに続く形で神戸線も1993年7月に土曜ダイヤを導入した。ちなみに当時、相互直通運転を行っていた山陽電鉄と神戸高速鉄道東西線・山陽電鉄本線に乗り入れていた阪神電鉄も同日から土曜ダイヤを導入している。のちにこの土曜ダイヤは、休日ダイヤを基本に、輸送力の不足する朝のみ西宮北口発梅田（現在の大阪梅田）行きの普通を増発するパターンとなり、2006年10月28日のダイヤ改正以降は完全に廃止されて土曜・休日ダイヤに一本化された。
乗務員は西宮北口駅で交替することがあり、交替した運転士が西宮北口駅発車時、警笛吹鳴を行うことがある。
日中の運転本数は次の通りである。
| 駅名 ＼ 種別 | 駅名 ＼ 種別 | 大阪梅田 | … | 神戸三宮 | 神戸三宮 | … | 新開地 | 新開地 | 山陽 電鉄 直通 | 本数                  |
| ------------ | ------------ | -------- | - | -------- | -------- | - | ------ | ------ | -------------- | --------------------- |
| 本数         | 特急         |          |   |          |          |   |        |        |                | 6本                   |
| 本数         | 普通         |          |   |          |          |   |        |        |                | 6本                   |
| 本数         | 普通         |          |   |          |          |   |        |        | 山陽 姫路      | 2本（土曜・休日のみ） |

### 列車種別
以下に各種別の詳細を示す。現行の各種別の停車駅は「駅一覧」の節を参照。

#### 特急

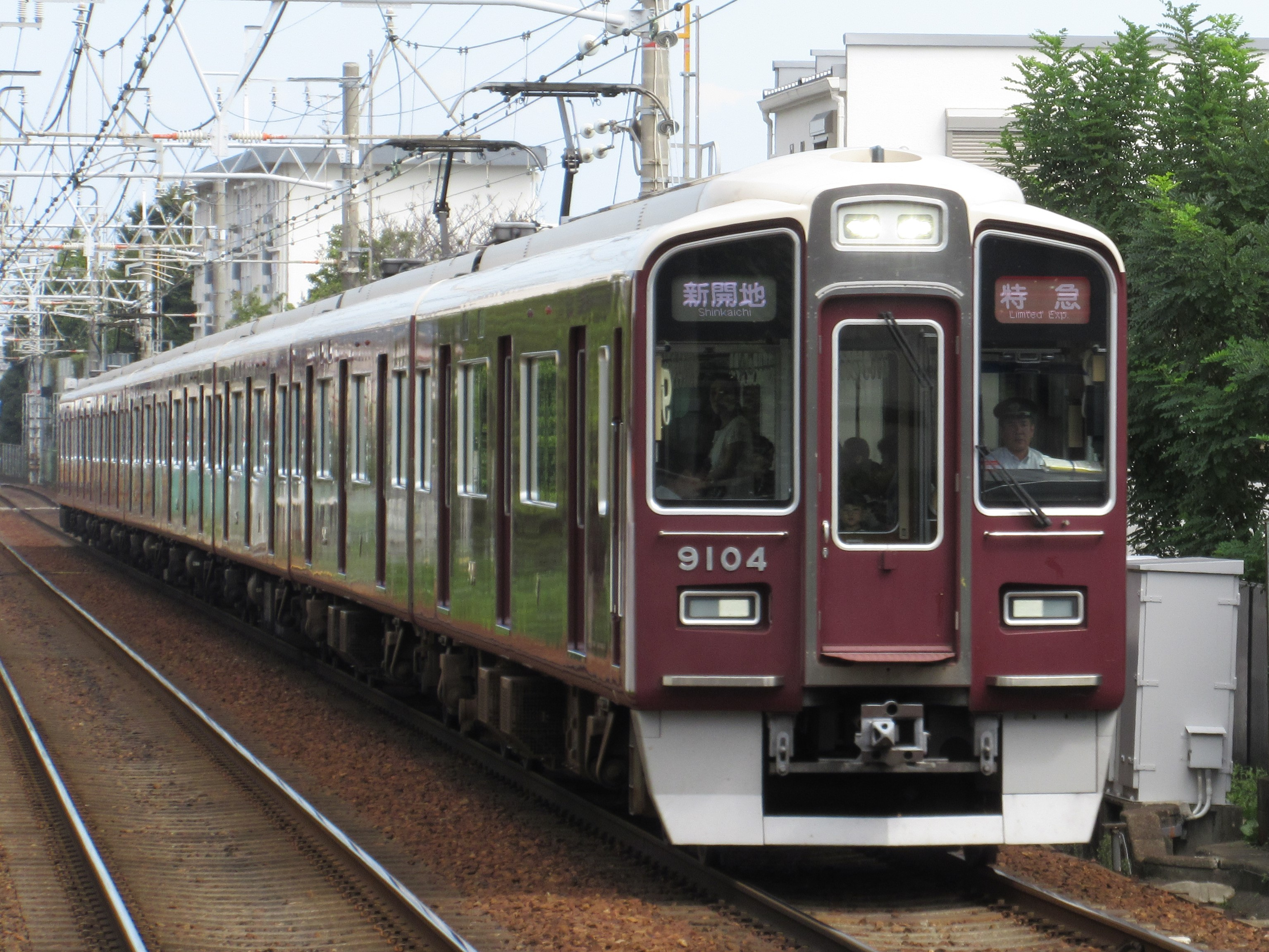
9000系による特急新開地行き

神戸本線の最速達種別で、深夜を除きほぼ終日運転される。基本的には大阪梅田駅 - 新開地駅間の運転だが、早朝に西宮北口発新開地行きがあるほか朝夕には大阪梅田駅 - 高速神戸駅間の運転もある。2006年10月28日のダイヤ改正以降、十三駅 - 西宮北口駅で最高速度115 km/h、それ以外の区間では110 km/hで運転を行っており、2025年2月22日改正ダイヤでは大阪梅田駅 - 神戸三宮駅間を上下列車ともに最速27分40秒（表定速度70.0 km/h、平均速度は下り列車76.8 km/h、上り列車76.5 km/h）で走行している。また、線形が良く通過運転距離が比較的長い十三駅 - 西宮北口駅間では、下り列車が最速8分40秒、上り列車が最速8分30秒（平均速度93.2 km/h）で走行しており、並行して走行するJR西日本の新快速に匹敵する高速運転を実施している。
115 km/h運転を行う特急は、2006年10月28日のダイヤ改正当初、乗務員がもつスタフに「A特急」と表記されていたが、2020年3月14日の神戸高速線を経て乗り入れを行う山陽電鉄線のダイヤ改正に合わせたダイヤ変更にて、日中を走る5000系・6000系の最高速度110km/h車が撤退したことにより、乗務員が持つスタフから「A特急」の表記が無くなった。
途中、西宮北口駅で普通に接続する。また、大阪梅田方面の列車は、神戸三宮駅で普通に接続する。さらに、高速神戸駅で阪神の普通と接続する。
大阪梅田駅 - 宝塚駅間は宝塚本線の急行に乗車するよりも、実際には特急で西宮北口駅まで行き、今津北線に乗り換えたほうが宝塚駅へ先着することも少なくない。日中時間帯での差は1分程度である。
1930年の運転開始以来、戦時中と阪神・淡路大震災直後を除き、ほぼ一貫して設定されている。1930年の運転開始当初の途中停車駅は西宮北口駅のみで、1937年に十三駅を追加して以降は永らく十三駅と西宮北口駅のみであった。阪神・淡路大震災後の1995年6月12日のダイヤ改正で岡本駅に、2006年10月28日のダイヤ改正で夙川駅に、それぞれ新たに停車するようになった。2000年から沿線の王子動物園でジャイアントパンダが公開されており、行楽シーズンには最寄り駅である王子公園駅に臨時停車することもあったが、現在では行われていない。
平日朝ラッシュ時に一部が10両編成で運転されていたが、2022年12月17日の改正で10両編成運転をとりやめ8両に統一された。
2025年2月22日実施予定のダイヤ改正では平日朝ラッシュ時間帯の上り列車が通勤特急に、夕ラッシュ時間帯の列車が準特急に変更される一方、朝ラッシュ時間帯下りの大部分は通勤特急から特急に変更される。

#### 通勤特急
特急の停車駅に、伊丹線との接続駅である塚口駅を加えた種別。平日の朝ラッシュ時間帯に大阪梅田駅 - 神戸三宮駅・高速神戸駅・新開地駅間で運転される。また神戸三宮側先頭車両には女性専用車両が設定されている。
1995年6月12日のダイヤ改正から運転開始し、1998年から2001年には深夜時間帯にも運転されていた。2006年10月28日のダイヤ改正で夙川駅が停車駅に追加された。
2025年2月22日のダイヤ改正で10両編成運転が廃止されたほか、平日朝の特急の上りが全て通勤特急に置き換えられた。

#### 準特急
早朝深夜、平日夕方における優等列車。大阪梅田駅 - 新開地駅間で運行され、途中の西宮北口駅で普通あるいは快速に接続する。早朝に新開地発大阪梅田行きが1本運転されるほかは夕方と夜間に運転される。
1987年12月14日に「快速急行」として設定され、当初は岡本駅は通過していた。1995年6月12日改正時の特急の同駅停車に合わせて、快速急行も停車するようになった。2022年12月17日のダイヤ改正で快速急行の停車駅などの運行形態はそのままに、種別名のみを変更する形で「準特急」が設定された。
2025年2月22日改正では平日夕方ラッシュ時の特急が準特急に変更された。これは快速（後述）が塚口駅を通過するためである。

#### 急行

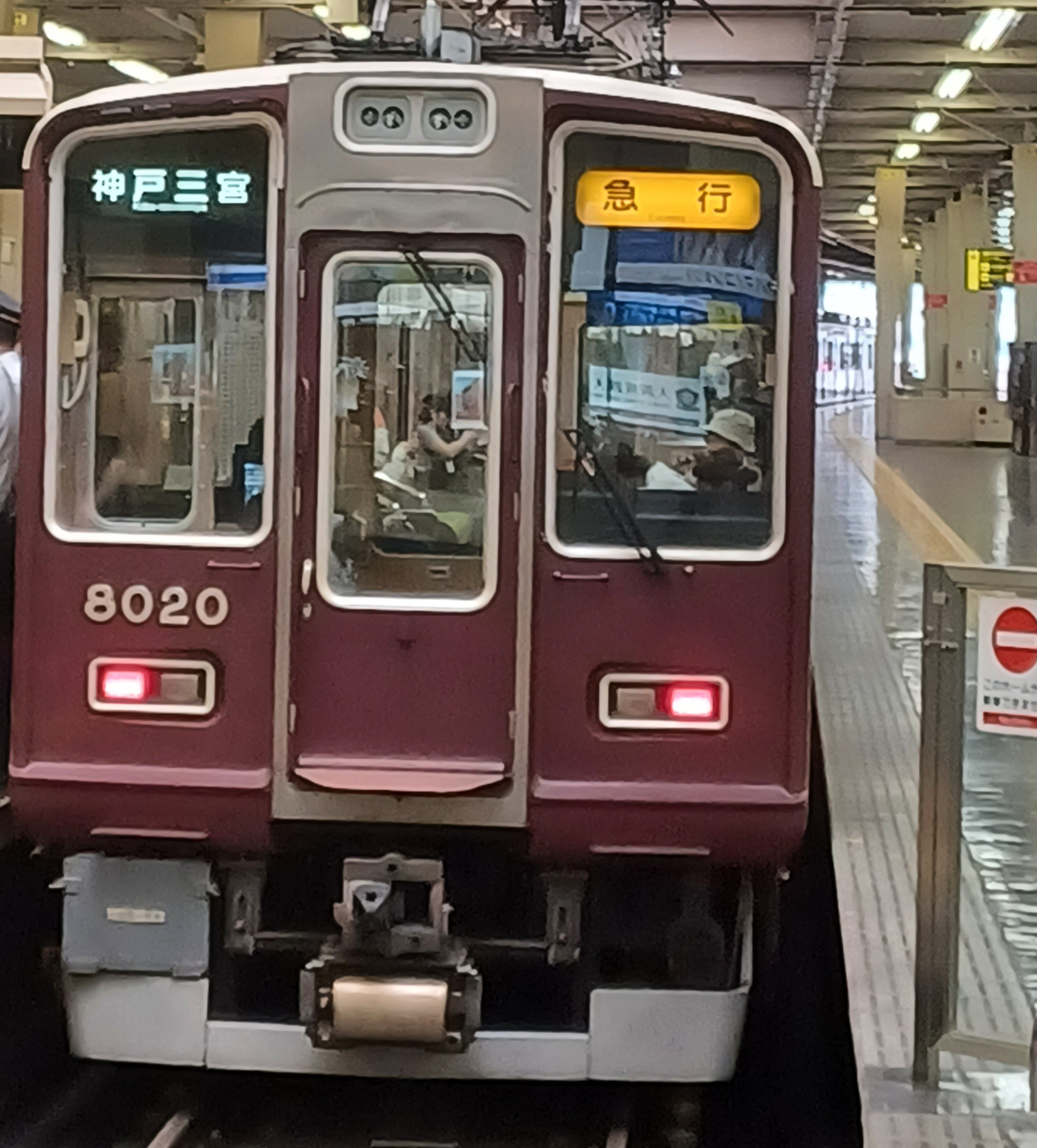
8000系による急行

伊丹線との接続駅である塚口駅および西宮北口駅 - 神戸三宮駅間の各駅への速達列車として、平日の朝と深夜、土休日の早朝と深夜に運転される。
平日ダイヤでは、早朝に西宮北口発大阪梅田行きが1本（西宮北口6時52分発）と下り朝ラッシュ時に西宮北口行きが12本、朝ラッシュ終わり間際に神戸三宮行きが1本（大阪梅田9時17分発）運転されている。朝ラッシュ時の西宮北口行き急行は園田駅で普通を追い抜く。朝ラッシュ終わり間際の神戸三宮行き急行は、園田駅で西宮北口行き普通を追い抜く一方で、西宮北口駅まで先着するが、西宮北口駅で特急と接続する。深夜帯の大阪梅田発神戸三宮行き急行（23時30分発と23時45分発）は、神戸三宮駅まで先着する。
土休日ダイヤでは、早朝に神戸三宮発大阪梅田行きが1本（神戸三宮6時40分発。六甲駅で特急に抜かれるが、西宮北口駅で同駅始発の普通と接続する）、深夜帯に大阪梅田発が3本（23時15分発のみ新開地行きで、23時30分発と23時45分発が神戸三宮行き）運転される。
大阪梅田発23時45分の列車は、夙川駅から神戸三宮駅までの最終列車の役割を担う。
特急と並び、戦前から存在する種別であり、長年停車駅が変わっていない。
阪神・淡路大震災前は、平日朝夕の混雑時間帯と深夜、休日の午前・午後・深夜に運転されていた。休日午前と午後の急行は梅田駅 - 西宮北口駅間の運転で、阪神競馬場で競馬が開催される日には梅田駅 - 仁川駅間の臨時急行となり、西宮北口駅発着の急行は運休となっていた。また1987年12月13日のダイヤ改正から1995年6月12日のダイヤ改正前までは、平日朝に限り10両編成の運転も行われていた。
1995年6月のダイヤ改正から2001年3月のダイヤ改正までは、主に平日夕方以降の運転に縮小されたが、2001年3月のダイヤ改正で平日夕方の急行が通勤急行に置き換わった。かつては高速神戸駅発着（平日は阪神・淡路大震災前まで朝ラッシュ時、休日は1998年2月ダイヤ改正まで深夜に1本）の列車も存在していた。
2016年ダイヤ改正までは平日朝ラッシュ時間帯の運行もあったが、2024年現在は、平日ダイヤでは深夜時間帯、休日ダイヤでは早朝、深夜時間帯のみ運行されている。
2025年ダイヤ改正にて、平日朝ラッシュ時間帯に大阪梅田発西宮北口行きが再設定された。
阪神・淡路大震災後の1995年2月頃の臨時ダイヤでは梅田駅 - 西宮北口駅間で終日にわたって急行が設定（昼間10分間隔、特急は終日運転休止）されたことがある。1995年3月頃より特急の運転が復活し、急行は朝夕のみの運転に戻った。また、終戦直後から特急運転復活までの間も、急行が終日運転されていたことがある。

#### 快速
2025年2月22日のダイヤ改正で通勤急行を塚口駅通過として種別名を変更して新設された。全列車8両編成で、平日朝のラッシュ時間帯に神戸三宮駅から大阪梅田方面の列車、平日夕方のラッシュ時間帯に大阪梅田駅から神戸三宮方面の列車が運行される。
平日朝ラッシュ時の大阪梅田方面行きの列車は通勤特急の混雑対策のため六甲駅で通勤特急を通過待ちした後、西宮北口駅での待避を行わない。これにより岡本駅以東の最先着列車として機能する。一方で夕方の神戸三宮行きの列車は西宮北口駅で準特急の待避を行う。

#### 準急

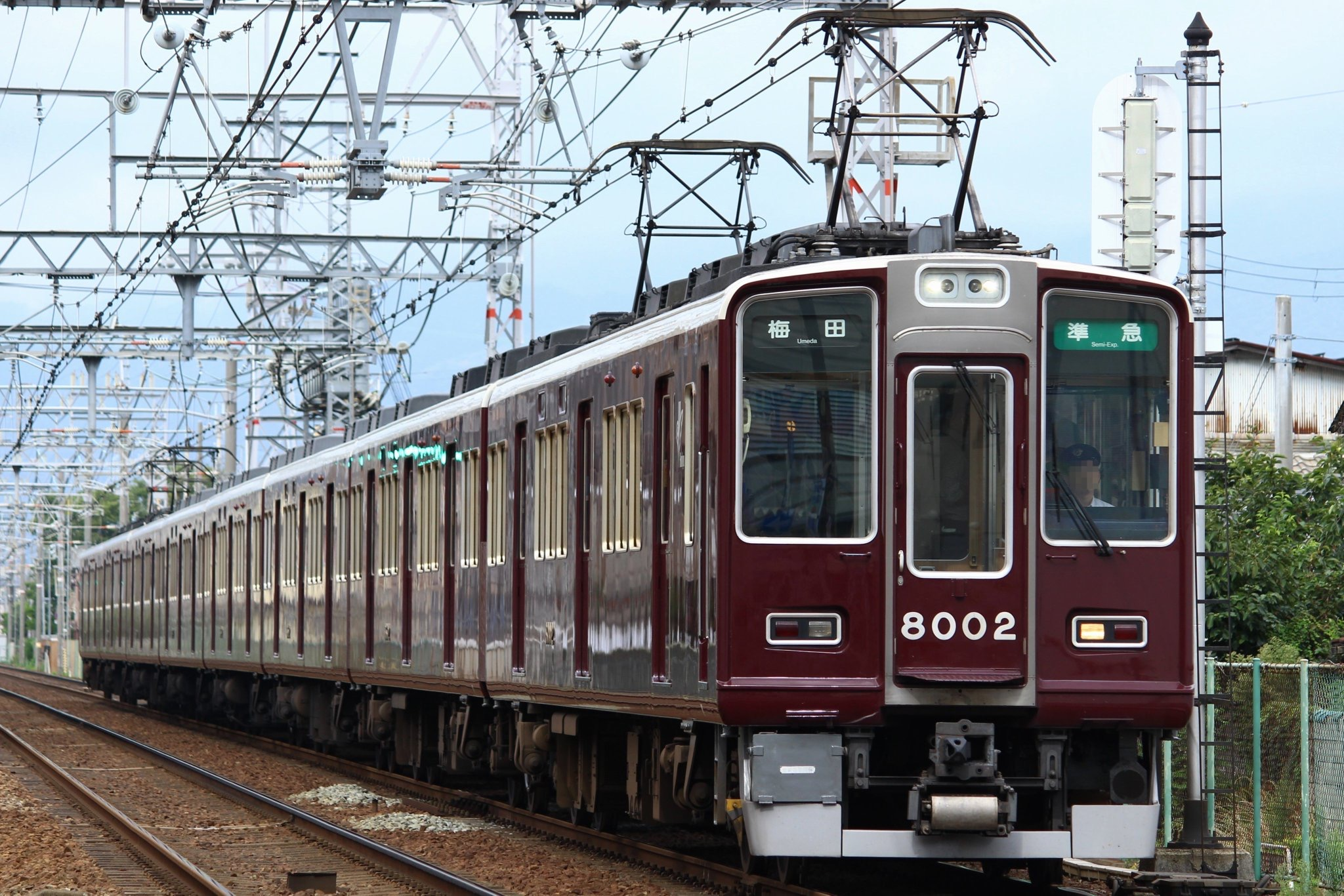
8000系による準急

平日朝ラッシュ時に今津線からの直通列車として、8両編成で宝塚発大阪梅田行きのみ運転される。西宮北口駅では神戸本線との連絡線である9号線を通過するが、9号線では乗降の取り扱いは行わないため同駅は通過扱いとなっている（ただし、ダイヤの関係で約1分間運転停車する）。快速が停車する武庫之荘駅には停車しないため、神戸本線においては快速よりも準急の方が格上という珍しい停車駅設定となっている（これは快速の前身の通勤急行が準急より後に設定されたことによる。ただし、路線図などでは準急が格下として扱われている）。
1957年10月に運転を開始。かつては仁川発梅田行きも1本あったが、これは後に宝塚発に変更されている。1995年6月12日より2001年3月のダイヤ改正までは、平日夕方に3本の梅田発宝塚行きがあったが、この列車は今津線内の宝塚方面行きホーム有効長の関係上、6両編成で運転されていた（「阪急今津線」も参照）。
2025年のダイヤ改正からは園田で普通を追い抜くようになった。

#### 普通

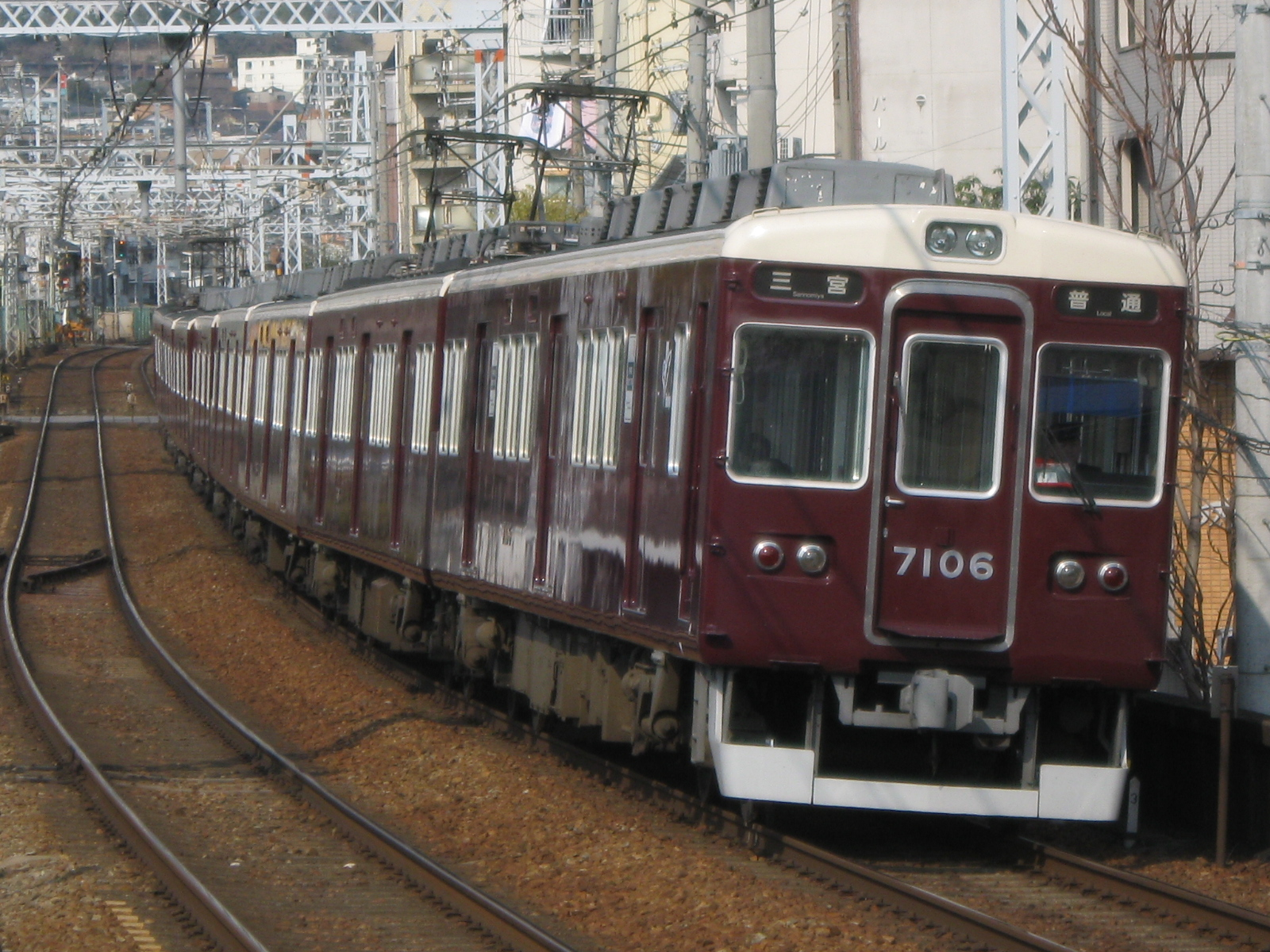
7000系による普通（王子公園駅付近）

各駅に停車する種別で、終日運転される。昼間時は大阪梅田駅 - 神戸三宮駅間で運転され、上下列車とも西宮北口駅で必ず特急との待避・接続を行うが、西宮北口駅を出発後は終着駅まで先着するダイヤとなっている。平日ラッシュ時では、園田駅または六甲駅で特急・通勤特急・準特急・快速のいずれかを待避する列車がある。西宮北口駅発着列車が朝・夕・夜に設定されており、特に平日夕方の下りの快速運行時間帯は全て西宮北口行きである。高速神戸駅・新開地駅へは早朝・平日朝ラッシュ時・深夜のみ乗り入れる。このほか、平日朝に1本のみ武庫之荘発大阪梅田行きがある。
大阪梅田方面において、平日の23時23分・土休日の23時20分に神戸三宮駅を出発する列車は、武庫之荘駅 - 大阪梅田駅の最終列車の役割を担う。ただし、西宮北口駅で準特急に接続する。また、平日・土休日に24時03分に新開地を出発する列車は、新開地駅 - 西宮北口駅の最終列車の役割を担う。神戸三宮方面において、24時10分に大阪梅田駅を出発する列車は、中津駅 - 西宮北口駅の最終列車の役割を担う。
阪神・淡路大震災前の日中は、平日・土曜日のみ特急が梅田駅 - 神戸三宮駅間を最速26分で運転していたため原則六甲駅で待避を行っており、逆に休日では六甲駅での待避をしない（そのため下りでは後続の特急が春日野道駅あたりから徐行運転を強いられた）代わりに臨時列車の運転も考慮して西宮北口駅での長時間停車と園田駅での待避を行っていた。
2016年3月19日のダイヤ改正では、平日朝の上り梅田行き1本が西宮北口行きに変更となったほか、西宮北口発梅田行き1本が廃止となり、平日朝の西宮北口駅 - 梅田駅（2019年からは大阪梅田駅）間の上り列車2本が削減された。また、平日夕方の西宮北口発高速神戸行き3本と、西宮北口発神戸三宮行き1本が廃止となった。これらの折り返しの上り列車については、始発駅を高速神戸駅もしくは神戸三宮駅から西宮北口駅に変更となり、平日夕方の西宮北口駅 - 神戸三宮駅間の列車4往復が削減された。
2021年のダイヤ改正では、大阪梅田駅を発車する最終の時刻が繰り上げられた。
2025年2月22日改正のダイヤでは、日中において大阪梅田駅 - 神戸三宮駅間の上り列車が最速43分30秒（表定速度44.6 km/h、平均速度58.1 km/h、下り列車は最速44分20秒）で走行している。早朝においては、西宮北口駅での優等列車の待避が無いため、大阪梅田駅 - 神戸三宮駅間の下り列車が最速39分10秒（表定速度49.5 km/h、平均速度59.3 km/h、上り列車は39分30秒）で走行している。また、線形が良く駅間距離が比較的長い十三駅 - 西宮北口駅間では、上下列車ともに最速13分40秒（表定速度58.0 km/h、平均速度66.9 km/h）で走行しており、各駅に停車する列車としてはかなりの高速運転を実施している。
1998年2月ダイヤ改正までは、山陽電気鉄道からは六甲駅まで直通運転を行っていたが、山陽電鉄線内の種別に関係なく、神戸本線内は普通として運転されていた。ただし種別表示は、山陽電鉄線内の種別を表示していた（例えば山陽電鉄線内特急の場合は、特急表示のまま神戸本線内を各駅に停車していた）。
大阪梅田駅 - 武庫之荘駅・西宮北口駅間で運転される普通は、阪急電鉄公式ウェブサイトの時刻表では「区間普通」または「区普」と表示され、大阪梅田駅・西宮北口駅 - 神戸三宮駅・高速神戸駅・新開地駅間で運転される「普通」とは表示上で区別されている。

### 臨時列車

#### 直通特急
元は2008年秋より運転を開始した、春・秋の行楽期限定の嵐山駅直通の臨時列車。嵐山線各駅のホーム有効長の関係で6両編成であり、7000系7006F「京とれいん 雅洛」が充当された。
2009年秋までは臨時という種別で運転し、直通運転に充当した編成には専用のサボや、ドア側面にはその旨を表示するステッカーが用意された。2010年春の行楽期より、新たに直通特急という種別が与えられ、直通運転に充当される編成には専用の「直通特急」の種別幕が追加された。運転日は、春・秋の行楽期の特定の土曜・日曜・祝日（運転日は公式ウェブサイトなどで随時発表される）で、高速神戸駅発着と今津線経由の宝塚駅発着がそれぞれ1日1往復運転される。この列車は十三駅でスイッチバックして京都本線に直通するため、梅田駅には乗り入れなかった。神戸本線内の停車駅は、高速神戸発着が快速急行と同一、宝塚発着が準急と同一。高速神戸行きは六甲駅で特急を待避した。
2011年より新たに「あたご」（高速神戸駅発着）・「とげつ」（今津線経由宝塚駅発着）という愛称がそれぞれ付けられたが、専用編成のうち7017Fが2015年11月から2017年11月までわたせせいぞうのイラストによる神戸の観光スポットなどがあしらわれたラッピング列車「爽風」となったことから、2016年には直通特急の愛称も「爽風」として運転された。
2018年3月17日から2019年10月31日には同じ「爽風」の愛称で、中村佑介のイラストによるラッピング列車を運行していた（2018年11月17日にデザイン一部リニューアル）が、ラッピングされる編成が変更されたため、嵐山駅直通の臨時列車の愛称は「あたご」に戻された。
2019年春以降は「あたご」「とげつ」の運転が取りやめられ、平日の火曜・水曜・木曜に限り「京とれいん 雅洛」による直通特急（列車愛称はなし）が西宮北口駅 - 嵐山駅間で運転された。
2020年春以降は新型コロナウイルス感染症の拡大に伴う緊急事態宣言発令の影響や、利用状況を踏まえ運転を取り止めている。

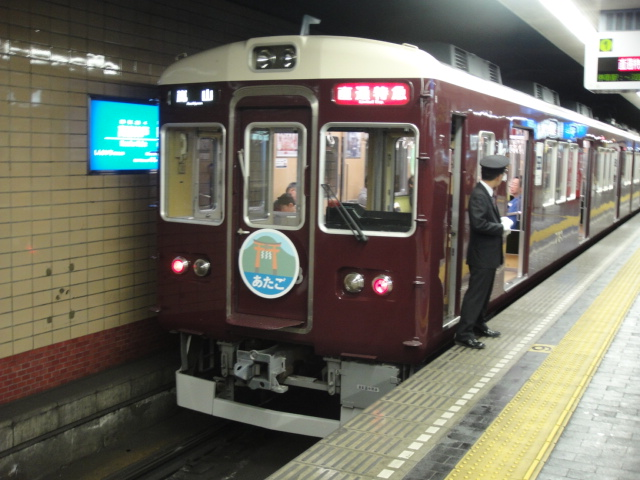
高速神戸駅に停車中の直通特急・嵐山行き
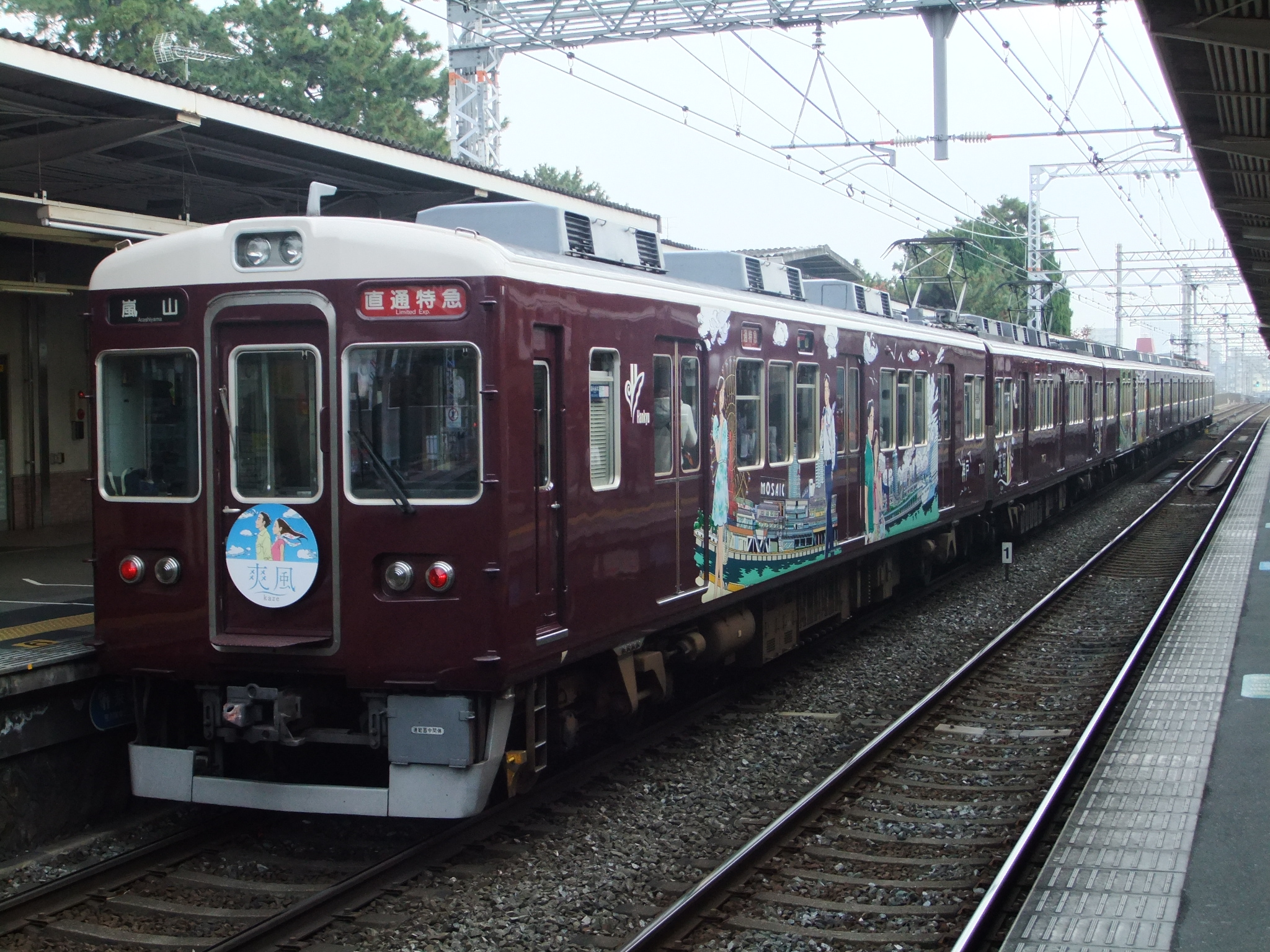
わたせせいぞうイラストラッピング列車「爽風」で運転された直通特急・嵐山行き（夙川駅にて）
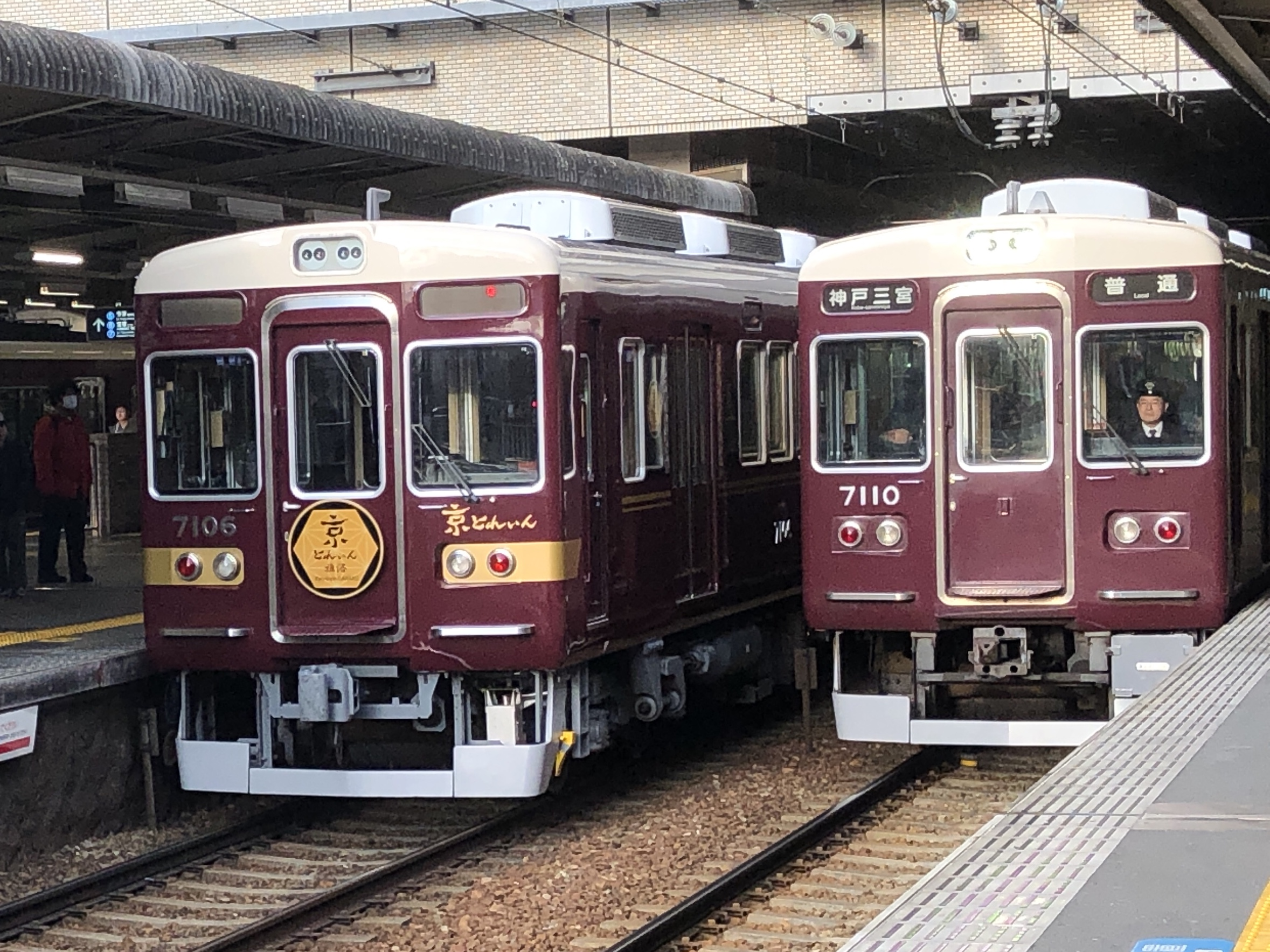
直通特急として運行される京とれいん雅洛（西宮北口駅にて撮影）

#### 臨時特急
2019年まで毎年、神戸ルミナリエ開催期間中の土曜・日曜は、夜間に神戸三宮発大阪梅田行きの臨時特急が増発された。停車駅は特急と同一。また、みなとこうべ海上花火大会開催日も同様に、神戸三宮発（一部は高速神戸発）大阪梅田行き臨時特急が増発された。なお、臨時特急が運転される際には、その直前に出発する普通が六甲駅で待避するため時刻が若干変更された。
過去には、山陽電鉄須磨浦公園駅までの乗り入れが廃止された直後の1998年7月19日・20日・25日・26日と8月1日・2日・8日・9日（いずれも土曜・日曜・祝日）の計8日間、須磨海水浴場等への利便を図るため、梅田発（当時）須磨浦公園行き臨時特急「ドルフィン号」が運転されたことがあり、7000系6両編成が使用された。停車駅は十三・西宮北口・岡本・三宮・花隈・高速神戸・新開地・山陽須磨で、新開地駅と山陽須磨駅の間はノンストップであった。ただ、この臨時特急の運転は1998年の僅か1年のみで終わっており、以降阪急車が新開地以遠に乗り入れることはなくなった。
さらにそれ以前の昭和期では、阪急ブレーブスの本拠地であった西宮球場でプロ野球公式戦が開催された際には、梅田駅 - 西宮北口駅間で臨時特急が運転されることがあった。また、1981年に神戸沖での神戸ポートアイランド博覧会（ポートピア '81）開催期間中には、休日を中心に梅田駅 - 三宮駅間の臨時特急が運転されることがあった。

#### 臨時快速急行
上記の臨時特急と同じく、2019年まで神戸ルミナリエ開催期間中の土曜・日曜の4日間とみなとこうべ海上花火大会開催日の深夜に、神戸三宮発大阪梅田行きの臨時快速急行が増発された。
1990年頃から阪神・淡路大震災発生（1995年1月）直前までは、春・秋の行楽期の日曜・祝日に限り、午前中と夕方に梅田駅 - 三宮駅間に臨時快速急行が運転されていたことがある（通称「大運転」）。これ以外にも、かつて土曜日昼間時間帯が下校する高校生らで混雑していたことがあったため、1993年7月のダイヤ改正で土曜日ダイヤを制定した際に、土曜日12時台（下校時間帯）に梅田発三宮行き臨時快速急行が設定された（夏休みなどの休校期間中は一部区間のみ回送列車として運転）。この土曜日昼間の臨時快速急行は震災を機に運休となり、1995年6月のダイヤ改正で正式に廃止された。

#### 臨時急行

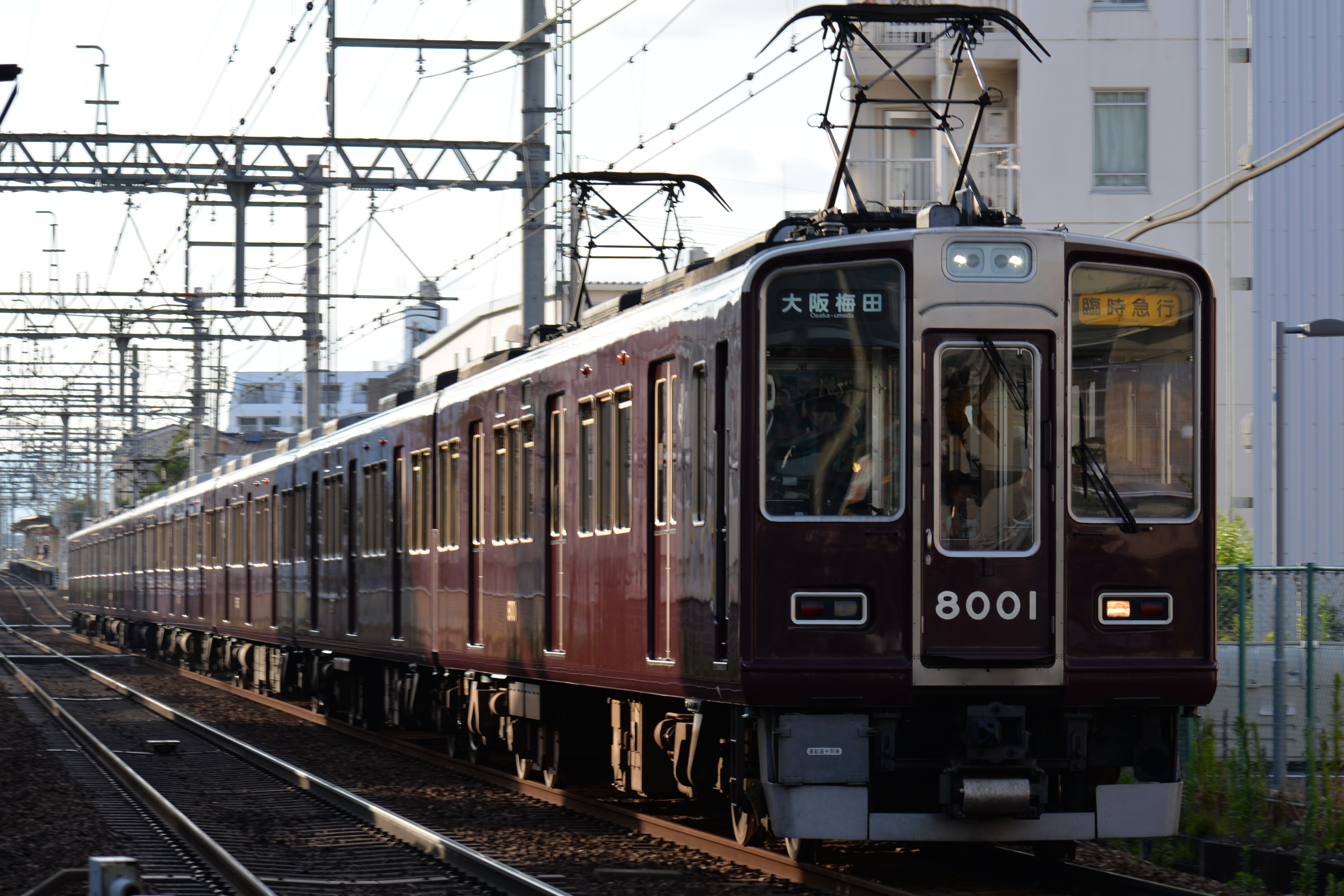
大阪梅田行き臨時急行

阪神競馬場での競馬開催日夕方には、今津線仁川発大阪梅田行きの臨時急行が運転される（仁川駅16:00 - 17:40発で最短10分間隔）。途中の停車駅は塚口駅・十三駅のみであり、西宮北口駅は準急と同様に客扱いはせず通過としている（但し運転停車は実施。「阪急今津線」の記事も参照）。
仁川発大阪梅田行きは、かつては本来のダイヤでは西宮北口始発である定期列車の急行の一部を運休させて、そのダイヤを使って仁川発の臨時急行として振り替えていた時期があった（西宮北口駅の時刻表や1993年7月発行の阪急電鉄時刻表にも明記されていた）。言い換えれば、西宮北口駅では運休扱いだが、塚口駅以東では運転されているという現象が生じていたことがあった。
2006年までは梅田発仁川行きも運転されていた。1980年代までは午前中に20分程度の間隔で運転されてきたが、これは1993年のダイヤ改正で廃止された。以降は桜花賞・宝塚記念などの阪神競馬場でのGI開催日の朝に限り3本のみ（梅田発8時37分・8時57分・9時17分）の運転となっていたが、利用客減少などの理由により、2006年10月28日のダイヤ改正で運行が中止された。
このほか、昭和50年代までは、週末の夕方に三宮または六甲発梅田行きの臨時急行が運転されていたことがあったが、これらは前面に掲げられる列車種別板には「臨急」の2文字しか書かれず、行き先などがまったく入っていなかった。
なお、「準急」が運転を開始した時は「臨時急行」と称され、列車表示板も2文字のみで「臨急」となっていたが、前記「臨急」と停車駅が異なり、混乱を避けるためにのちに改称された。

#### 普通
表示幕には『臨時』（赤色枠に白文字）の種別も用意されているが、普通列車は臨時であっても定期列車と同じ『普通』と表示されている（駅ホームの発車案内板も同じ）。
休日ダイヤで運転する8月中旬のお盆期間と年末の平日朝に限り、混雑緩和のため西宮北口発大阪梅田行き普通が臨時で増発される。また、なにわ淀川花火大会開催当日も、開始直前の夕方から夜間にかけて西宮北口発大阪梅田行き普通が、終了後の夜間に大阪梅田発西宮北口行き普通が、それぞれ増発される（いずれも園田駅で特急を待避）。

### 過去の列車種別

#### 通勤急行

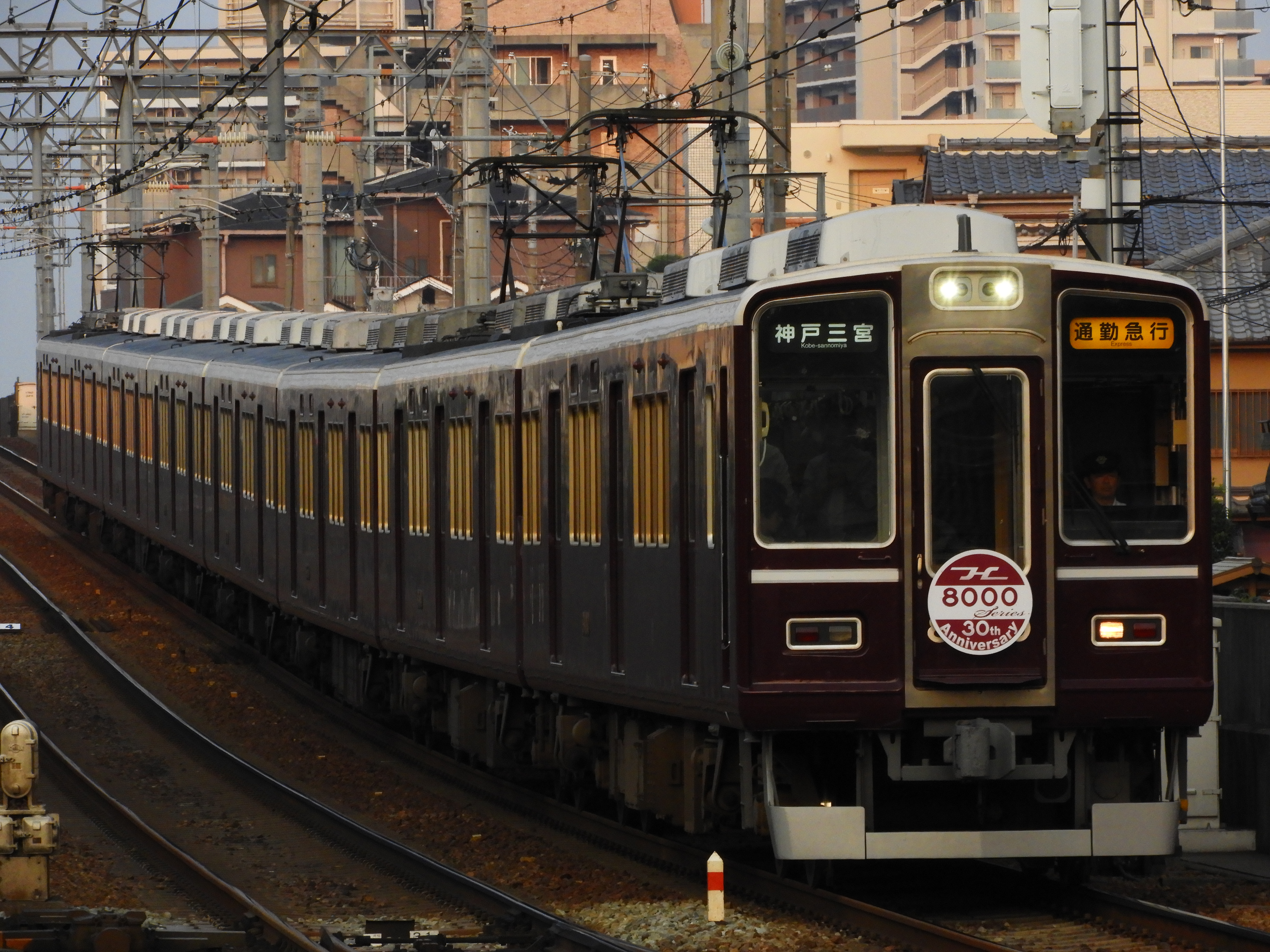
8000系による通勤急行

1995年6月のダイヤ改正で運転を開始。当初は平日朝の上り急行を置き換える形で、三宮発梅田行きが設定された。2001年3月のダイヤ改正では平日夕方の下りにも、急行を置き換える形で運転されるようになった。上り列車は西宮北口駅で梅田側に2両増結して、西宮北口駅から梅田駅まで10両編成で運転されていた。この10両編成のうち、2007年10月26日までは、座席収納装置のある8200系が充当される際は座席が収納された状態で運用された。2016年3月19日のダイヤ改正で利用客の減少に伴い10両編成が廃止され、全列車が全区間通して8両編成での運転となった。また、朝ラッシュ時の神戸三宮発の列車が新開地・高速神戸発に延長された。これにより、運行区間が神戸高速線まで拡大されたが、平日夕方の神戸高速線直通列車は2022年12月のダイヤ改正で消滅した。
停車駅は急行停車駅に武庫之荘駅を加えた、大阪梅田駅、十三駅と塚口駅 - 新開地駅の各駅であった。大阪梅田方面に向かう列車は、途中、六甲駅で特急を待避し、西宮北口駅で通勤特急に接続していた。神戸三宮方面に向かう列車は、途中、西宮北口駅で特急に接続していた。
2025年2月22日のダイヤ改正で、塚口駅を通過するようになり種別名が「快速」に変更された。また、朝ラッシュ時は六甲駅から終点まで先着するようになる。
英語表記は、2019年1月に「Express」から「Commuter Express」に変更された。

## 使用車両

### 現在の使用車両
2020年3月14日ダイヤ改正以降はすべての列車が、ワンハンドルマスコン車両で運転されている。2025年2月現在は全列車8両編成で運転されている。西宮車庫からの入出庫で当線を経由する伊丹線、甲陽線の車両はそれぞれ「阪急伊丹線#運行形態・車両」、「阪急甲陽線#現在の車両」を参照。
運行される車両は以下のとおり。

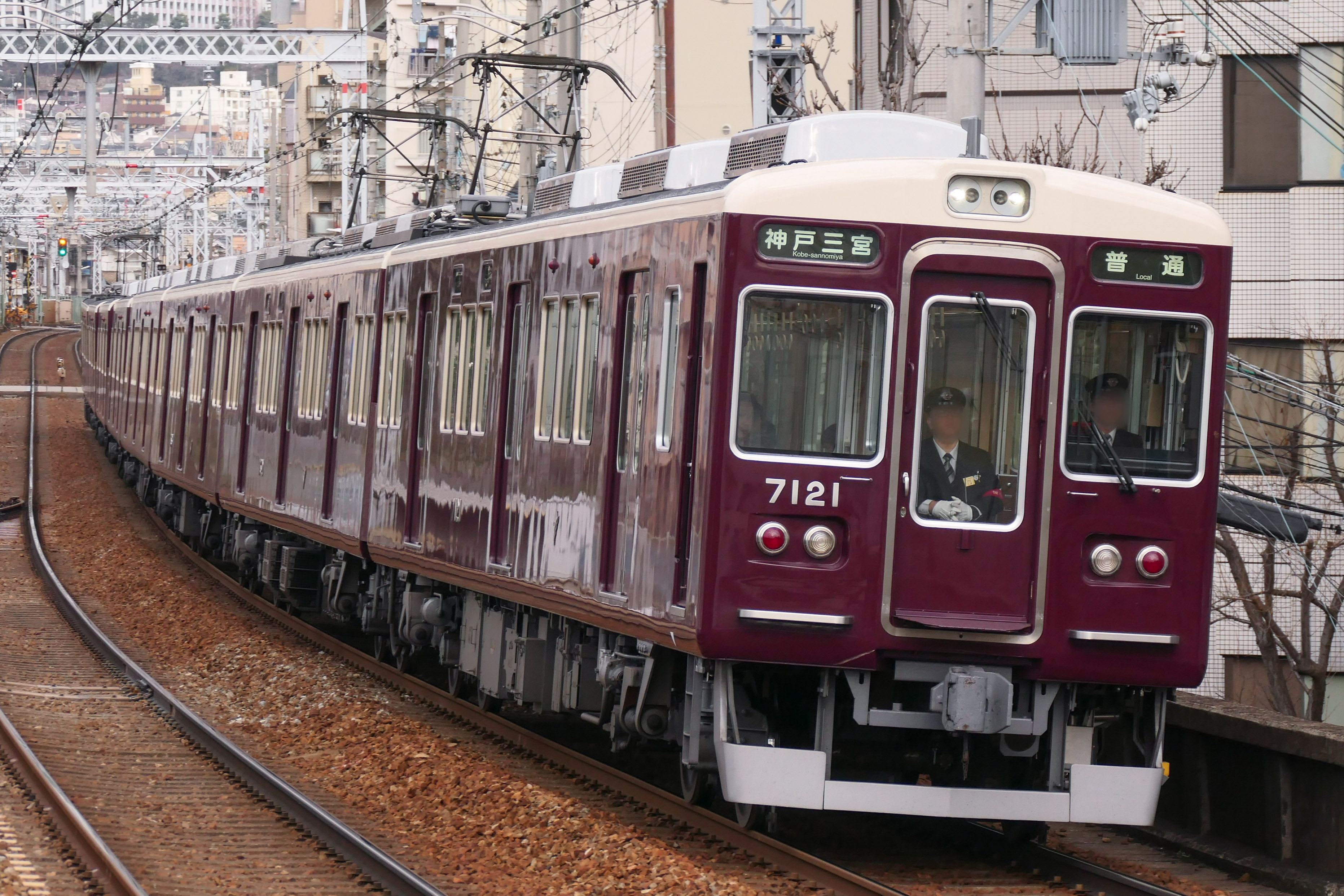
6000系
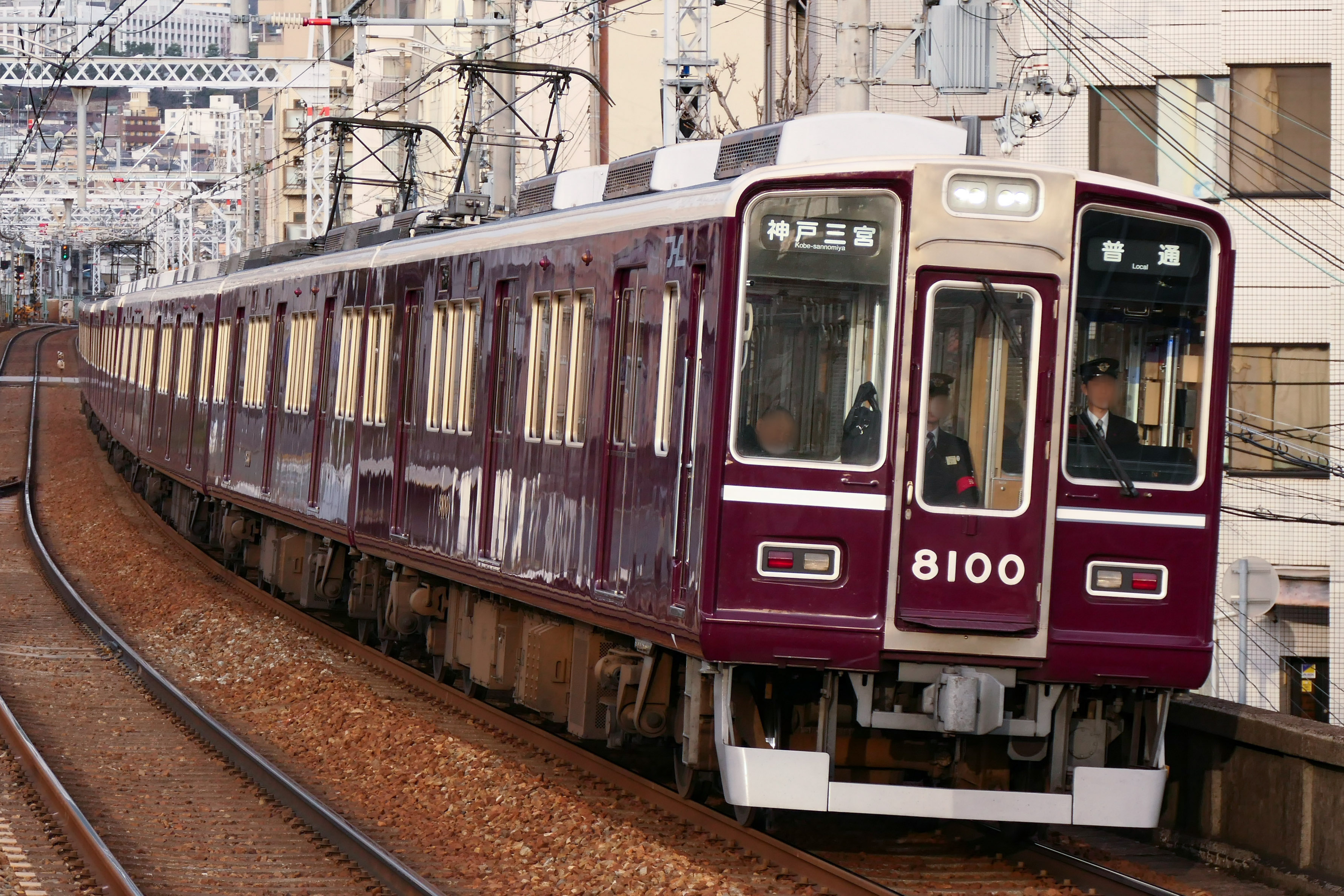
7000系
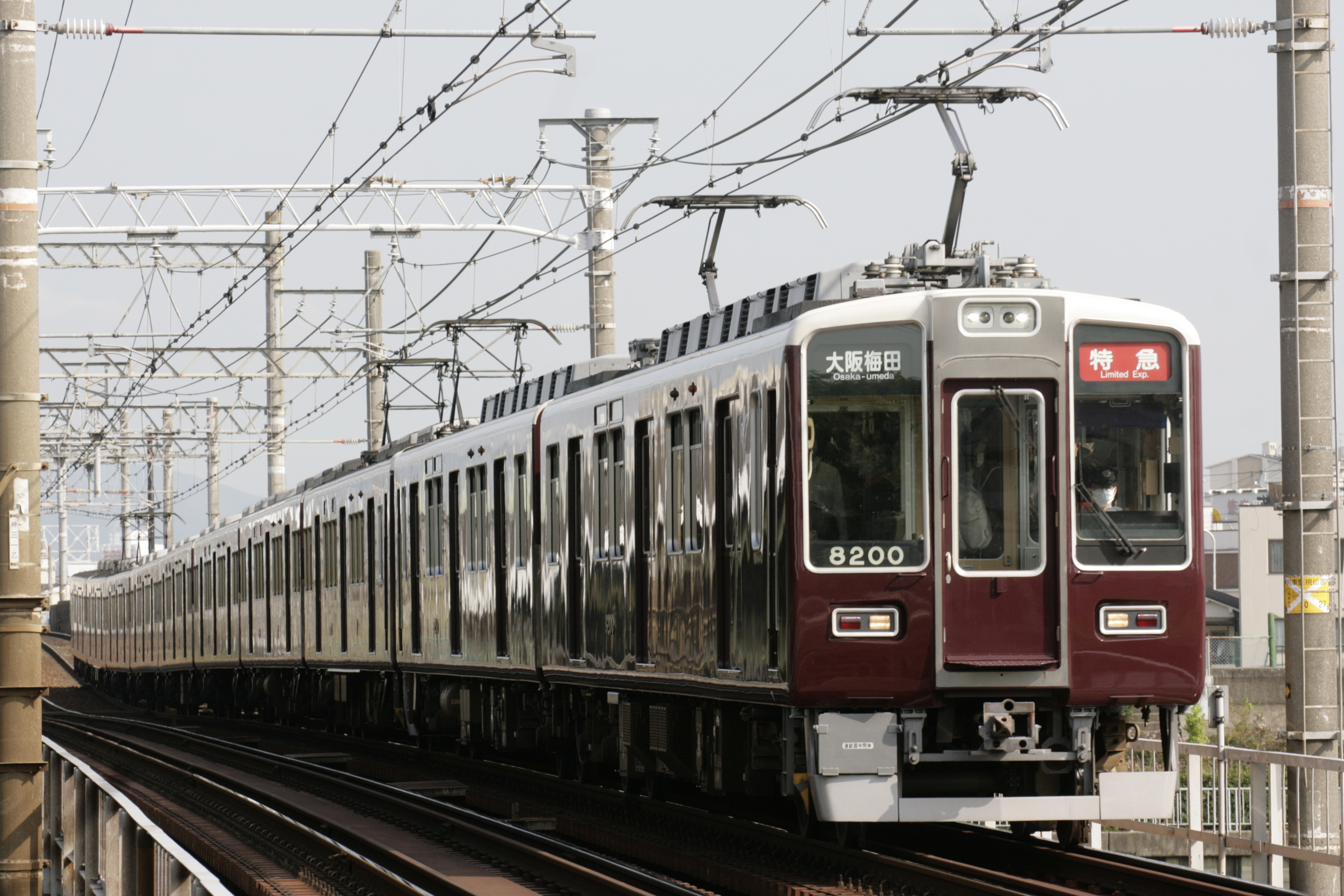
8000系
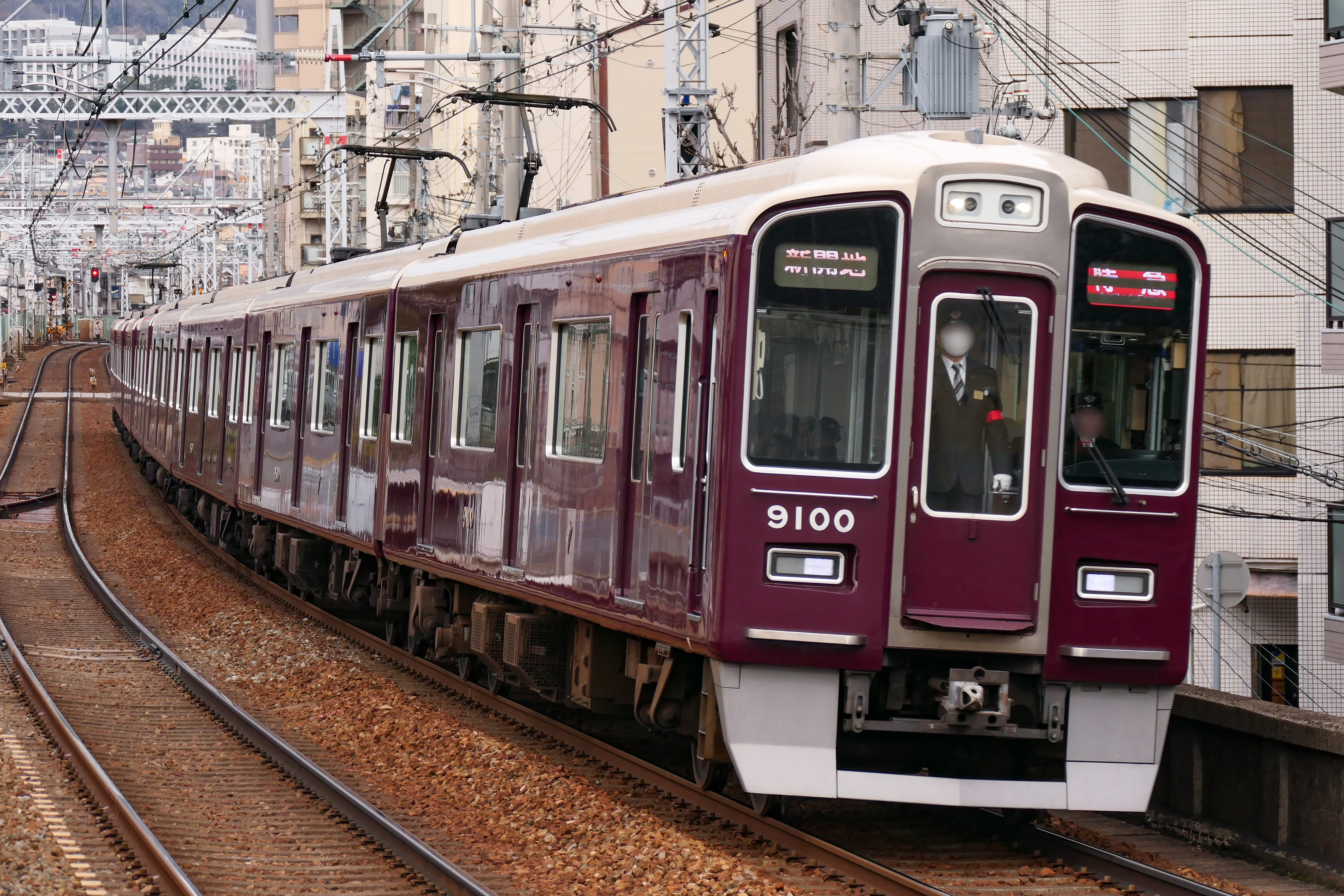
8200系
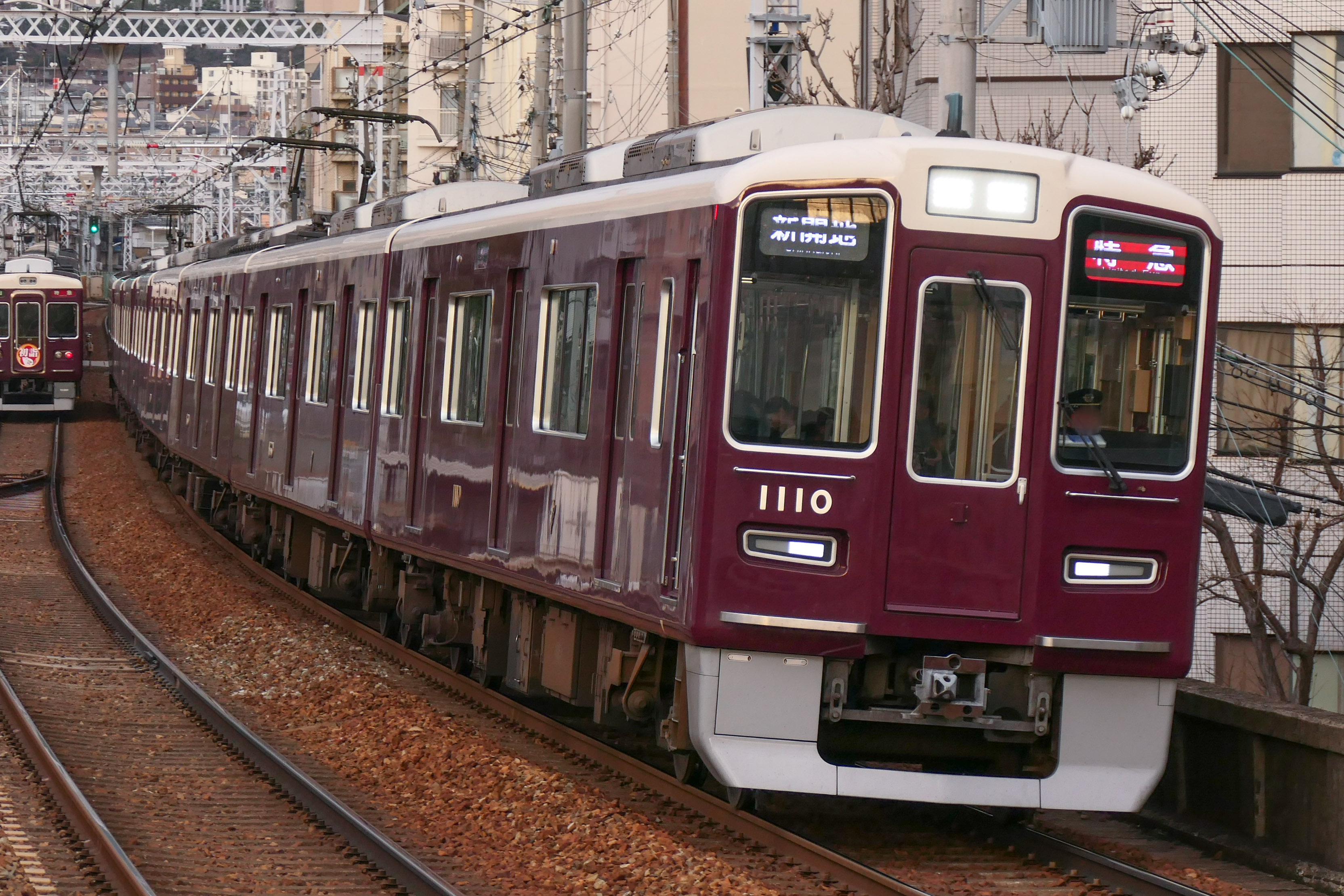
9000系
- 1000系（2代）

- 7000系
- 8000系
- 8200系
- 9000系
- 1000系

### 過去の使用車両

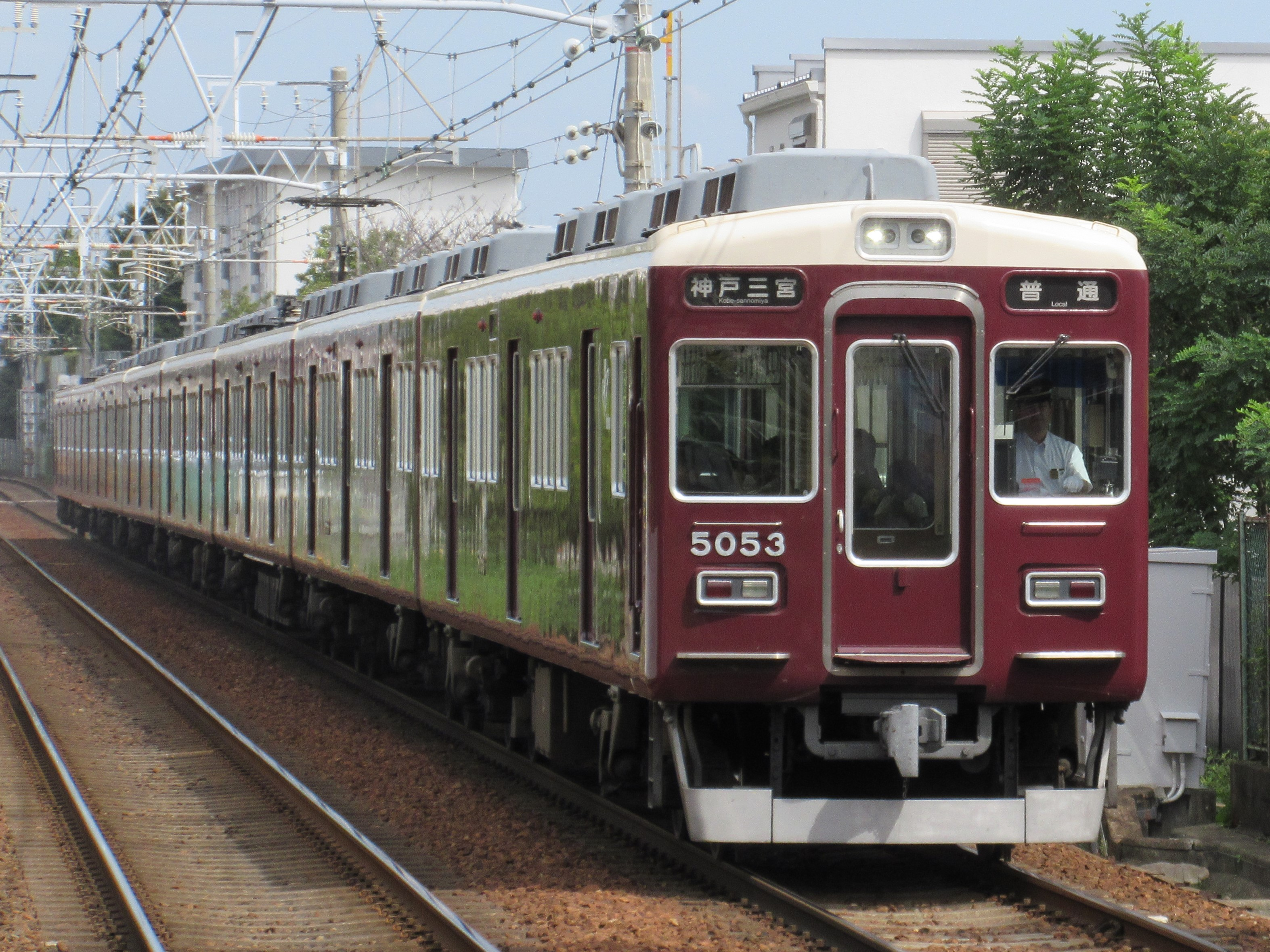
5000系
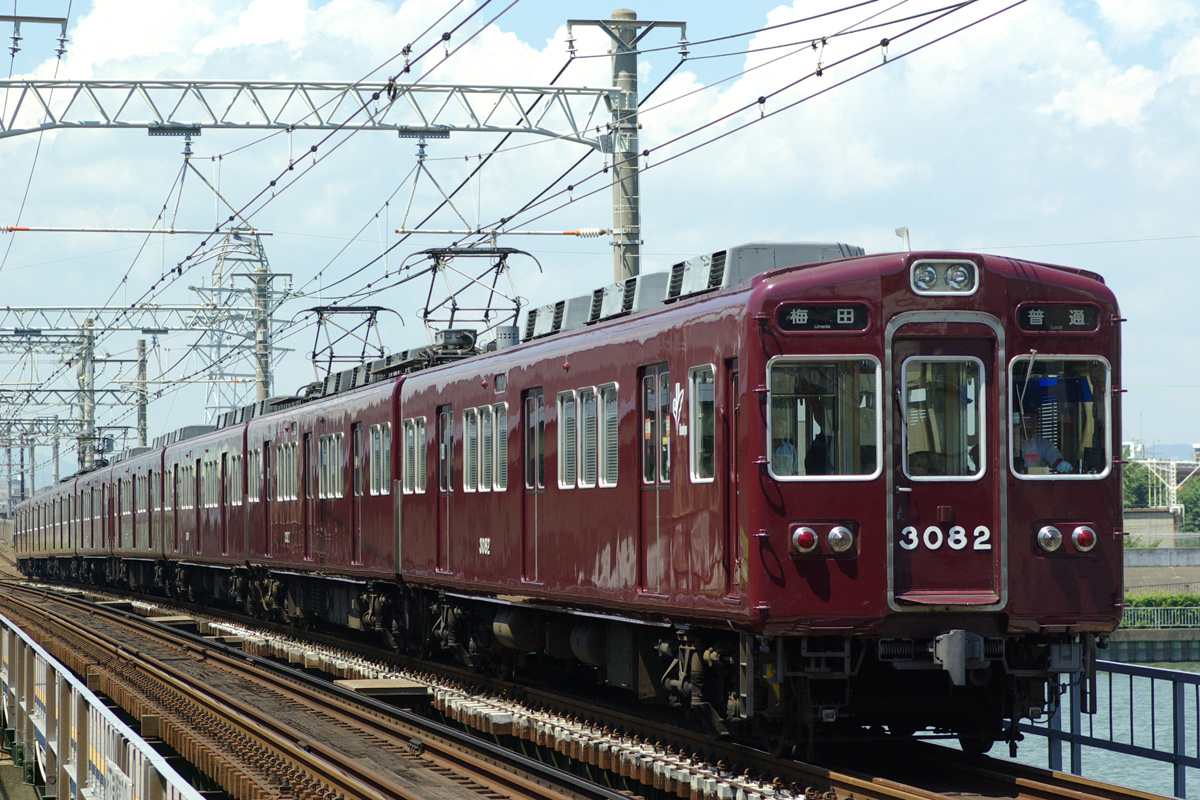
3000系
- 5100系
- 5200系
- 2200系 - 形式としては消滅。阪神・淡路大震災で被災した廃車車両以外は電装解除の上6000系に編入、2019年に7000系に編入された。
- 2300系（初代） - 京都線用の車両で、3300系の大量投入に合わせて、1969年から2年間程度神戸線に転属、山陽電鉄線にも直通した。
- 2800系 - 京都線用の車両で、編成としての運用はなく、5000系や5200系の編成内に組み込まれて運用されたほか、さよなら運転でも神戸本線を走行した。
- 2021系
- 2000系 (初代)
- 1200系
- 1100系
- 1010系
- 1000形（初代）
- 810系
- 800系
- 610系
- 920系
- 900形
- 600形
- 300形
- 98形
- 96形
- 51形
- 1形

- 5000系
- 3000系

### 山陽電鉄線からの直通車両（1998年2月まで）
- 5030系
- 5000系
- 3050系
- 3000系
- 2700系 - 山陽から直通した唯一の釣掛駆動車
- 2000系

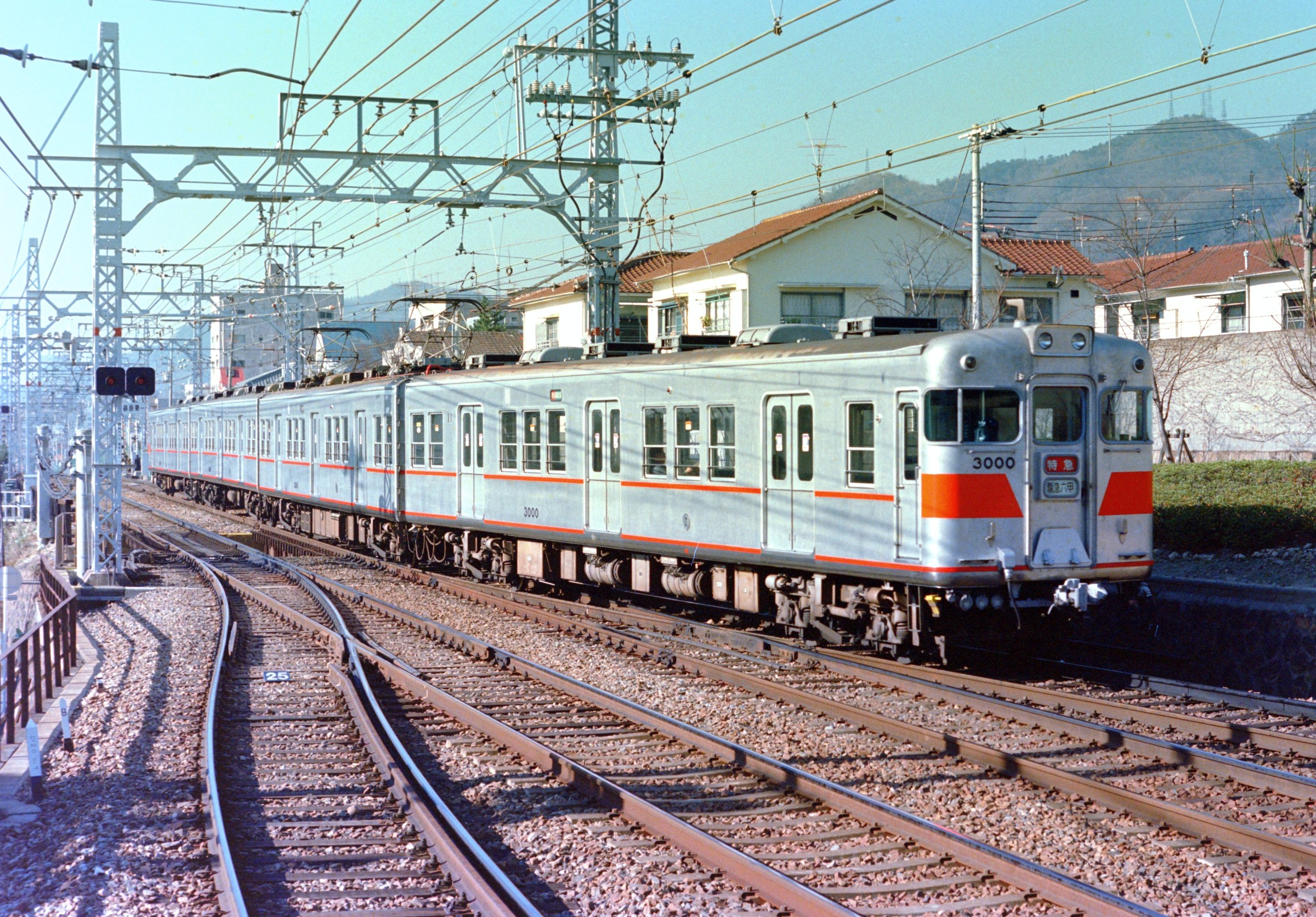
山陽電気鉄道3000系

## 歴史

### 開業まで
1907年、村野山人らにより神戸から芦屋・西宮・御影を経由して神戸に戻る環状路線、灘循環電気軌道が出願される。だが、免許が下りたのは、山側の神戸市葺合 - 芝村（西宮駅）間のみであった。一方、1910年に宝塚本線と箕面線を開業させた箕面有馬電気軌道は、灘循環電気軌道に接続して阪神間連絡を図る目的で、1912年に十三から伊丹を経て門戸にいたる路線の特許を申請した。不況などにより灘循環電気軌道の建設が頓挫すると、灘循環電気軌道の軌道敷設権を譲り受けることになり、箕面有馬電気軌道は阪神間の軌道敷設権を手中に収めることになった。箕面有馬電気軌道はこれを機にルートの短絡を追求し、尼崎市内において現行よりもやや南よりのルートを企図したものの、伊丹市の反対に遭い、折衷案として塚口駅を経由する現行ルートに落ち着いた。なお建設時は大阪で海運業者を営んでいた岸本兼太郎に資金援助を仰いでいる。1918年に箕面有馬電気軌道は阪神急行電鉄と社名を改め、1920年には十三駅 - 神戸駅（のちの上筒井駅、現在の神戸市中央区坂口通2丁目に位置した）間を開業させ、阪神間輸送に参入した。
神戸本線は先行して開業していた宝塚本線と同じく軌道法準拠で敷設されたものの、全線にわたって直線主体の線形を採用していることから、同法本来の制限速度であった時速25マイル（約40 km/h）よりも高い、時速35マイル（約56 km/h）での運行が認可された。後には、さらに110 km/hまで軌道法準拠でスピードアップを行っている。建設時は第一次世界大戦勃発のため鉄鋼などの資材価格が高騰しており、神崎川駅 - 西宮北口駅間では鉄の使用を節約すべく、日本初のコンクリート製電柱を採用した。さらに駅間距離も先行して開業していた阪神本線より長く取られ、特に神崎川駅 - 西宮北口駅間については、開業時は途中駅が塚口駅1つのみとされており、その駅間平均距離は5.75 kmに及んでいた（後の昭和期における住宅開発で、園田駅と武庫之荘駅が追加開業した）。

### 開業後の推移
開業時、「綺麗で早うて。ガラアキ 眺めの素敵によい涼しい電車」をキャッチコピーとして大阪の梅田駅 - 神戸駅（後の上筒井駅）間を50分（開業から5日間は60分）で結び、国鉄の大阪駅 - 三ノ宮駅間51分、阪神の同60分に対して優位に立った。対する阪神のキャッチコピーは「またずにのれる阪神電車」で、その通り電車の頻発運行で対抗した。
だが、開業当初の神戸本線は、大阪側と神戸側双方のターミナルに問題を抱えていた。梅田駅（現在の大阪梅田駅） - 十三駅間では併用軌道の宝塚本線に乗り入れていたためにボトルネックとなっており、他方神戸駅は神戸市の中心部より手前に位置していたのである。大阪側の問題は、1926年に梅田駅 - 十三駅間に神戸本線と宝塚本線の分離された高架線が完成したことで解消する。一方の神戸側は、阪急が工費や地下構造物の問題から高架での三宮乗り入れを希望したが、神戸市会（現在の神戸市議会）が市内に乗り入れる鉄道路線は地下線とする原則を崩さなかったため工事が遅れていた（「阪神急行電鉄#三宮高架乗り入れ騒動」の項目も参照のこと）。結局、省線（現在のJR神戸線）が三ノ宮駅付近を高架化すると市会は高架化に対する容認論に傾き、1936年に現在の神戸三宮駅（開設当時は神戸駅）までの開業に漕ぎつけた。三宮乗り入れ後、西灘駅（現在の王子公園駅） - 上筒井駅間の旧線に関しては、支線の上筒井線として1940年の廃止まで90形単行による折り返し運行が行われた。
沿線開発では宝塚本線開業時同様、住宅開発が積極的に進められた。この頃になると、阪急のみならず芦屋六麓荘、関西土地などといった民間宅地開発業者も開発に参入するようになり、結果として伊丹・西宮七園・夙川・六麓荘町・岡本・御影など良好な住宅地が沿線に形成され、のちにこれらの新興住宅地は、高級住宅街となった。これらの開発はそれ独自の文化も生み出し、後に阪神間モダニズムと呼ばれるようになる。
1938年7月に発生した阪神大水害では、住吉川橋梁の橋桁が流出するなどの甚大な被害を被っている。いったんは仮線により復旧するものの、同年8月1日に発生した豪雨で再び不通となった。この復旧は住吉川の改良と並行して行われ、新住吉川橋梁には梅田駅の省線を乗り越える部分に使われていた橋桁を再利用している。

### 高速運転の開始

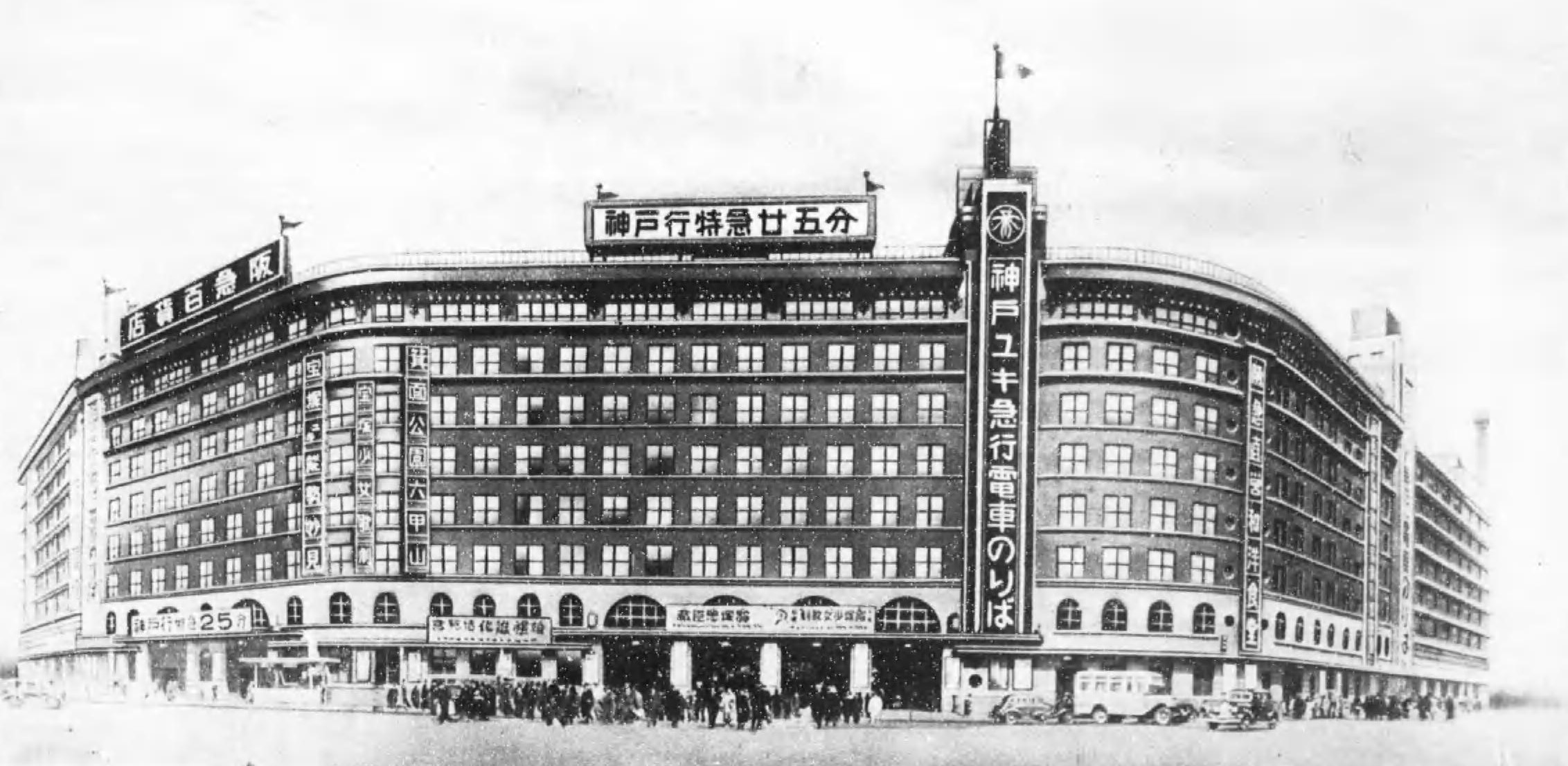
1936年ごろの梅田駅。「神戸行特急廿五分」の表記が見られる。

もともと阪神本線と比較して駅数が少ない神戸本線であるが、1922年5月には集電装置を他の私鉄に先駆けてポールからパンタグラフに交換し、同年12月には梅田駅 - 神戸駅（後の上筒井駅）間の所要時間を40分に短縮した。1926年には梅田駅 - 十三駅間の線路別複々線・専用軌道化が完成して35分とし、そして1930年4月1日には強力な200馬力級電動機を搭載する900形を使用して途中西宮北口駅のみ停車する特急を新設し、30分にまで短縮する。速度向上はその後も続き、1931年10月には28分、1934年7月には25分とし、梅田駅では駅正面に「神戸ユキ急行電車のりば」・「神戸行特急廿五分」と掲げてアピールした。ちなみに、この梅田駅 - 神戸駅間25分運転での表定速度は、高速運転を行ったことで知られる新京阪鉄道（後の京阪電気鉄道新京阪線 → 阪急電鉄京都本線）のP-6形による「超特急」の表定速度（京阪京都 - 天神橋間34分30秒運転で、73.7 km/h）よりも高い78.0 km/hで、戦前の記録では阪和電気鉄道の「超特急」が記録した81.6 km/hについで日本第2位であった。これは現在もなお、阪急の特急の最速である。1936年4月には三宮乗り入れにより距離が若干伸びたにもかかわらず、より高出力な電動機を搭載する920形を投入することで、西宮北口駅のみ停車による25分運転を維持した。この特急運転は、太平洋戦争の戦況が悪化した1944年まで続けられた。
なお、1934年からは鉄道省が運営する東海道本線でも電化の完成によって急行電車（急電）の運転が開始されており、大阪駅 - 三ノ宮駅間を途中無停車により24分で結んでいた。また阪神では、1936年に元町までの地下線による延伸が実現、高頻度運転により「大阪・神戸の中央へまたずにのれる」というアピールを行っている。
また開業時から1942年まで、梅田駅 - 十三駅間を移動する乗客は宝塚本線の電車を利用するように定められ、神戸本線の電車には乗車できなかった。これは郊外路線の宝塚本線と、都市間路線の神戸本線を完全に分ける施策によるといわれている。

### 阪神電気鉄道との関係
大阪 - 神戸間には、開業時既に国鉄東海道本線（省線）と阪神電気鉄道本線が開通しており、前者は主に中長距離の利用を中心とし、後者は駅の多さと高頻度運転によって棲み分けがなされていた。西宮神社での祭事時に、当時阪神地域の電力事業も行っていた阪神電鉄が電力を融通した結果、阪急が設置した西宮戎駅（臨時駅）から神社までの街灯がすべて消えてしまったことへの補償を兼ねて、阪急の運行トラブルの際に阪神が臨時列車を運転したことが、現在の振替輸送の原点とされる。また、阪神傘下の摂津電気自動車による香枦園駅（現在の香櫨園駅） - 苦楽園間無軌道電車（トロリーバス）敷設計画を輸送力の関係から肩代わりする形で、甲陽線の建設を行っている。
時代が下り、戦後昭和40年代になると、神戸高速鉄道に阪急・阪神両社の電車が直通するようになった。1995年の阪神・淡路大震災で各社とも大きな被害を受けたことから、復興支援を兼ねて、定期券の利用に関して、梅田駅 - 三宮駅（いずれも当時）間を含む磁気式の通勤定期券を利用している場合に限り、阪急・阪神双方の梅田駅・三宮駅で、また三宮駅 - 高速神戸駅間を含む通勤定期券を利用している場合は阪急・阪神双方の三宮駅から高速神戸駅までの神戸高速線内各駅（花隈駅・西元町駅・元町駅）で、それぞれ乗降ができる制度が1996年10月から実施されるなど、両社の協調は一層深まり、村上ファンドによる阪神株の買い集めを経て、遂には両者の経営統合による「阪急阪神ホールディングス」および「阪急阪神東宝グループ」の誕生に至った（阪急・阪神経営統合を参照）。

### 終戦後
終戦後の1949年、神戸本線での特急運転が再開された。このときから全ての特急が十三駅に停車するようになった。特急の梅田駅 - 神戸駅（現・神戸三宮駅）間の所要時間は1949年の運転開始当初30分、その後はおおむね28分で推移した。1993年のダイヤ改正では、平日のみ停車駅を維持したまま25分台での運転を実現した。
1995年1月17日の阪神・淡路大震災（兵庫県南部地震）により、西宮北口駅 - 夙川駅間の高架橋や、神戸阪急ビルが破壊されるなど神戸本線は甚大な被害を受け、暫定運行を強いられた。全線復旧した1995年6月以後は、すべての特急が岡本駅に停車するようになった。これは同年3月に予定されていたダイヤ改正が遅れて実施されたもので、同駅の利用増への対応と、平日日中の普通が六甲駅で特急の通過待ちを行っていたのを解消し、普通の所要時間を短縮する目的があった。同時に、通勤時間帯の需要に応じた列車種別を新たに設けている。
また2006年10月には経営統合を行った阪神とともに、2007年3月のJRさくら夙川駅開業に呼応したダイヤ改正が行われ、阪急神戸本線では特急が夙川駅に停車し、同駅における甲陽線との接続改善を実施した。併せて線形・自動列車停止装置 (ATS) が改良されたこと、並びに昼間時の特急の神崎川駅 - 西宮北口駅間の最高速度を115 km/hへ引き上げたことにより、特急は停車駅を一駅増やしたにもかかわらず、梅田駅 - 三宮駅間の所要時間が10秒 - 60秒短縮（下り列車で最速27分00秒、上り列車で最速27分10秒）、普通も同区間で30秒 - 80秒短縮された（下り列車で最速43分40秒、上り列車で最速43分00秒）。
現在の神戸本線特急における大阪梅田駅 - 神戸三宮駅間所要時間は、最速で上り下り共に27分20秒となっており、戦後の最速である1993年改正ダイヤに比べて約1分延びている。

#### 京都本線との直通特急
1949年12月3日、神戸駅 - 京阪神京都駅（現在の大宮駅）間に直通特急の運転が開始された。当時の京都本線は1500 V電化、神戸本線は600 V電化と電圧が異なっていたことから、800系2編成を複電圧車に改造し、直通列車に充当することとした。
直通特急の停車駅は西宮北口・十三・高槻市・西院で、梅田駅には入線せず十三駅構内の折り返し線を用いて直通を行う形態をとっていた。しかし通し利用での乗客数は少なく、1951年10月8日に京神間直通特急の運転は廃止された。
2008年になって前記の嵐山駅への直通特急が運転され始め、臨時列車ながら事実上復活したが、2020年以降は運行されていない。

#### 山陽電気鉄道との直通運転
1968年の神戸高速鉄道東西線開業後は、阪急の列車は山陽電気鉄道の須磨浦公園駅まで、山陽の列車は六甲駅まで、それぞれ乗り入れて相互直通運転を行っていた（乗り入れ先では各駅停車）が、1998年2月に山陽姫路駅 - 阪神電鉄梅田駅間で直通特急の運転を開始したのに合わせて、阪急の山陽電鉄への乗り入れが中止された。
- 直通運転開始以来、阪急側からの列車は、ごく一部の例外を除き、終日、特急が直通していた。ただし山陽電鉄線への乗り入れは、ホーム有効長の制約などから、6両編成に限定されていた（直通運転開始前の特急は7両が標準）。
- 後の8両編成化においても、山陽直通特急は6両の制約が付き纏った。このため、輸送力が必要な平日朝夕時間帯の列車については、1970年（昭和45年）12月改正以降、三宮駅での増結・解放が行われるようになった。
- 山陽電鉄側からは、昼間の場合、1時間に2本が六甲駅まで直通した（阪神側も同様に1時間当たり2本が大石駅まで直通した）。山陽電鉄側からも原則として特急が乗り入れたが（阪急線内は各駅に停車）、普通が乗り入れることもあった。運転上は御影駅構内（神戸三宮方）の引き上げ線で折り返していた。
- 特急の慢性的な輸送力不足に対応するため、1984年（昭和59年）3月25日改正より、休日の山陽直通列車はすべて普通となり、特急は全列車が新開地駅・高速神戸駅発着となり8両編成化された（高速神戸駅発着の特急は阪神電鉄の車両が新開地の折り返しホームを使用するための処置であった）。1987年（昭和62年）12月13日改正からは、平日昼間（主に9時から15時）の山陽直通列車もすべて普通となり、同時間帯の特急は新開地駅・高速神戸駅発着の8両編成に統一され、輸送力の増強が行われた。その一方で、すべての須磨浦公園駅発着の特急が、三宮駅での増結・解放の対象になったわけではなく、最も利用客が多い平日朝夕に、須磨浦公園駅発着の特急が6両で運転されるような事態も発生した。
  - 当時の時刻表では、（特急以外も含めて）6両編成で運転する列車には『★』印が付けられていた[46]。
- 1995年（平成7年）の阪神・淡路大震災で、一部区間が不通となったため、山陽電鉄線への直通は中止された。同年8月より山陽電鉄線への直通が再開されたが、平日の終日、土休日の梅田駅（当時）発の15時まで（15時以降は普通のみ）は特急が直通するようになり、須磨浦公園駅・東須磨駅発着の特急は6両編成で運転されるようになり（一部は三宮駅で増結・解放を行った）、1998年（平成10年）の直通運転中止まで続けられた。
- 現在では直通運転は行われていないが、臨時列車などの運転に対応するため、その後も乗り入れ免許はそのまま維持された[注釈 13]。

この直通運転に見られる、他社線乗り入れによって自社の輸送力に制約が発生する問題は、阪神なんば線直通運転開始後の近鉄奈良線など双方の編成規模に差異がある組み合わせで見られるネックである。

### 年表
- 1920年（大正9年）7月16日：阪神急行電鉄が十三駅 - 神戸駅（のちの上筒井駅）間を開業。
- 1926年（大正15年）7月5日：梅田駅（現在の大阪梅田駅） - 十三駅間が高架化。複線の別線を新設し宝塚本線と分離。
- 1930年（昭和5年）4月1日：特急運転開始（全線所要時間30分、西宮北口駅のみ停車）。
- 1934年（昭和9年）7月1日：特急の所要時間を25分に短縮、以後、「阪神間25分」は「快速阪急」の象徴となる。
- 1936年（昭和11年）
  - 4月1日：西灘駅（現在の王子公園駅） - 神戸駅（現在の神戸三宮駅）間が開業。西灘駅開業。これまでの神戸駅を上筒井駅に改称、西灘駅 - 上筒井駅間は上筒井線となる。特急は距離延伸にもかかわらず25分運転を維持。
  - 9月12日：園田駅開業。
- 1937年（昭和12年）10月20日：武庫之荘駅開業[47]。
- 1938年（昭和13年）
  - 7月3日 - 7月5日：阪神大水害により被災[41]。
  - 7月16日：仮復旧[41]。
  - 8月1日：この日の豪雨で再び不通となる[41]。
  - 8月6日：不通区間を徒歩連絡とし運転再開[41]。
  - 10月1日：複線で開通。その後、1942年3月まで本復旧工事が行われる[41]。
- 1940年（昭和15年）5月20日：上筒井線廃止。
- 1945年（昭和20年）6月7日：第3回大阪大空襲により新淀川橋梁から十三駅付近で被災。夕方から神戸線のみ復旧。
- 1947年（昭和22年）4月1日：戦時中に運転休止されていた急行が復活。
- 1949年（昭和24年）
  - 4月1日：戦時中に運転休止されていた特急が復活（所要時間30分、昼間12分間隔、十三駅と西宮北口駅に停車）。
  - 12月1日：最高速度110 km/h認可。
  - 12月3日：神戸駅 - 京阪神京都駅（現在の大宮駅）間直通の特急を運転開始。
- 1950年（昭和25年）：特急の所要時間を28分に短縮。
- 1951年（昭和26年）10月8日：神戸駅 - 京阪神京都駅間直通特急を廃止。
- 1953年（昭和28年）4月1日 平日昼間の運転間隔を12分から10分に短縮。特急・普通が昼間10分間隔で運転されるダイヤは、現在まで60年以上続いている。
- 1957年（昭和32年）10月1日：平日朝の今津線直通準急が運転を開始。
- 1965年（昭和40年）5月9日：西宮北口駅 - 夙川駅間高架化工事が着手される
- 1966年（昭和41年）6月26日：西宮北口駅 - 夙川駅間下り線が高架化される[48]。
- 1967年（昭和42年）
  - 3月21日：西宮北口駅 - 夙川駅間が高架化される[49][50]。
  - 10月8日：架線電圧を600 Vから1500 Vに昇圧。
- 1968年（昭和43年）
  - 3月18日：自動列車停止装置（ATS）の使用を開始[51]。
  - 3月20日：ダイヤ改正により、神戸高速鉄道方面への直通運転（神戸駅以西は回送扱い）を開始。
  - 4月7日：神戸高速鉄道・山陽電気鉄道と相互直通運転を開始。神戸駅を三宮駅と改称。
- 1970年（昭和45年）12月14日：ダイヤ改正により、平日朝夕、三宮駅での須磨浦公園発着の特急の増結・解放運用を開始。
- 1978年（昭和53年）3月10日：全線を軌道法に基づく軌道から地方鉄道法に基づく鉄道に変更。
- 1979年（昭和54年）7月1日：園田駅付近高架化完成。
- 1984年（昭和59年）
  - 3月25日：西宮北口駅の平面交差解消[52]。休日の須磨浦公園直通列車はすべて普通列車となる。
  - 5月5日：六甲駅構内で山陽電気鉄道回送列車との衝突事故発生。
  - 6月1日：西灘駅を王子公園駅と改称[53]。
- 1985年（昭和60年）11月18日：平日朝の上り列車2本に10両編成の特急が登場。
- 1987年（昭和62年）12月13日：ダイヤ改正。十三駅・塚口駅・西宮北口駅・夙川駅・六甲駅に停車する快速急行の運行を開始。特急は阪神間26 - 27分にスピードアップ。休日昼間も10分間隔運転。平日朝夕を除き、須磨浦公園直通列車は普通列車となる。平日朝の上り列車3本に10両編成の急行が登場。平日朝の上り列車の10両編成の特急が3本となる。
- 1993年（平成5年）7月18日：ダイヤ改正により、梅田駅 - 三宮駅間の特急25分運転が復活。土曜ダイヤ導入。平日朝の10両編成が、上り列車は特急5本、急行5本、下り列車は特急5本となる。
- 1995年（平成7年）
  - この年の『鉄道要覧』より、路線名が「神戸線」から「神戸本線」に改称[54][55]。
  - 1月17日：阪神・淡路大震災で全線が不通に[56]。
  - 1月18日：一部区間で運行を再開。以後段階的に開通（「阪神・淡路大震災からの復旧」節を参照）。
  - 6月12日：西宮北口駅 - 夙川駅間が復旧し、神戸本線全線での運転を再開[57]。これに合わせてダイヤ改正を実施し、特急の停車駅に塚口駅を加えた通勤特急、急行の停車駅に武庫之荘駅を加えた通勤急行の運行を開始。平日朝の10両編成の急行が廃止。岡本駅が特急をはじめとする全列車の停車駅に。今津線を経由する夕方の準急を運転開始。
  - 8月13日：神戸高速鉄道東西線の新開地 - 高速長田間の復旧に伴い、山陽電気鉄道須磨浦公園駅までの乗り入れを再開。須磨浦公園直通は平日・休日とも終日、特急が主体となる。
- 1998年（平成10年）2月15日：山陽電気鉄道との相互直通運転を中止し、神戸高速鉄道新開地駅までの乗り入れへと変更[58]。
- 2001年（平成13年）3月10日：今津線を経由する夕方の準急を廃止。全列車8両編成化[注釈 14]。
- 2005年（平成17年）：この年の『鉄道要覧』より、路線名が「神戸本線」から「神戸線」に再び改称[59][60]。
- 2006年（平成18年）10月28日：昼間時間帯の神崎川駅 - 西宮北口駅における最高速度が115 km/hに引き上げられ（阪急線内で最速、日本の民鉄4位）、特急・通勤特急が新たに夙川駅に停車[15][16]。また、このダイヤ改正により、梅田発仁川行きの「臨時急行」が廃止（仁川発の臨時急行は存続）。
- 2010年（平成22年）3月14日：これまでの路線図における「神戸線」という表記を、「神戸本線」に統一。
- 2011年（平成23年）7月25日 - 9月25日：東日本大震災の影響による電力不足への懸念から、日中の普通の約4割を6両に減車し運行[61]。
- 2013年（平成25年）12月21日：三宮駅を神戸三宮駅に改称、同時に全駅に駅ナンバリング導入[62][63]。
- 2016年（平成28年）3月19日：ダイヤ改正[64]。10両編成の通勤急行が廃止。10両編成の通勤特急に女性専用車両を設定。通勤急行の運転区間が神戸三宮駅から新開地駅まで拡大。
- 2019年（令和元年）10月1日：梅田駅を大阪梅田駅に改称[65]。
- 2020年（令和2年）
  - 10月5日：王子公園駅 - 神戸三宮駅間にある阿部美樹志が手掛けた神戸市内線高架橋が土木学会選奨土木遺産に認定される[66]。
  - 11月23日：六甲駅 - 御影駅間の踏切で新開地発大阪梅田行き特急が乗用車と衝突し脱線する事故発生。負傷者なし[67]（「阪急神戸線踏切脱線事故」参照）。
- 2025年（令和7年）2月22日：ダイヤ改正で通勤急行を塚口駅通過として快速に改称[20]。

## 阪神・淡路大震災からの復旧

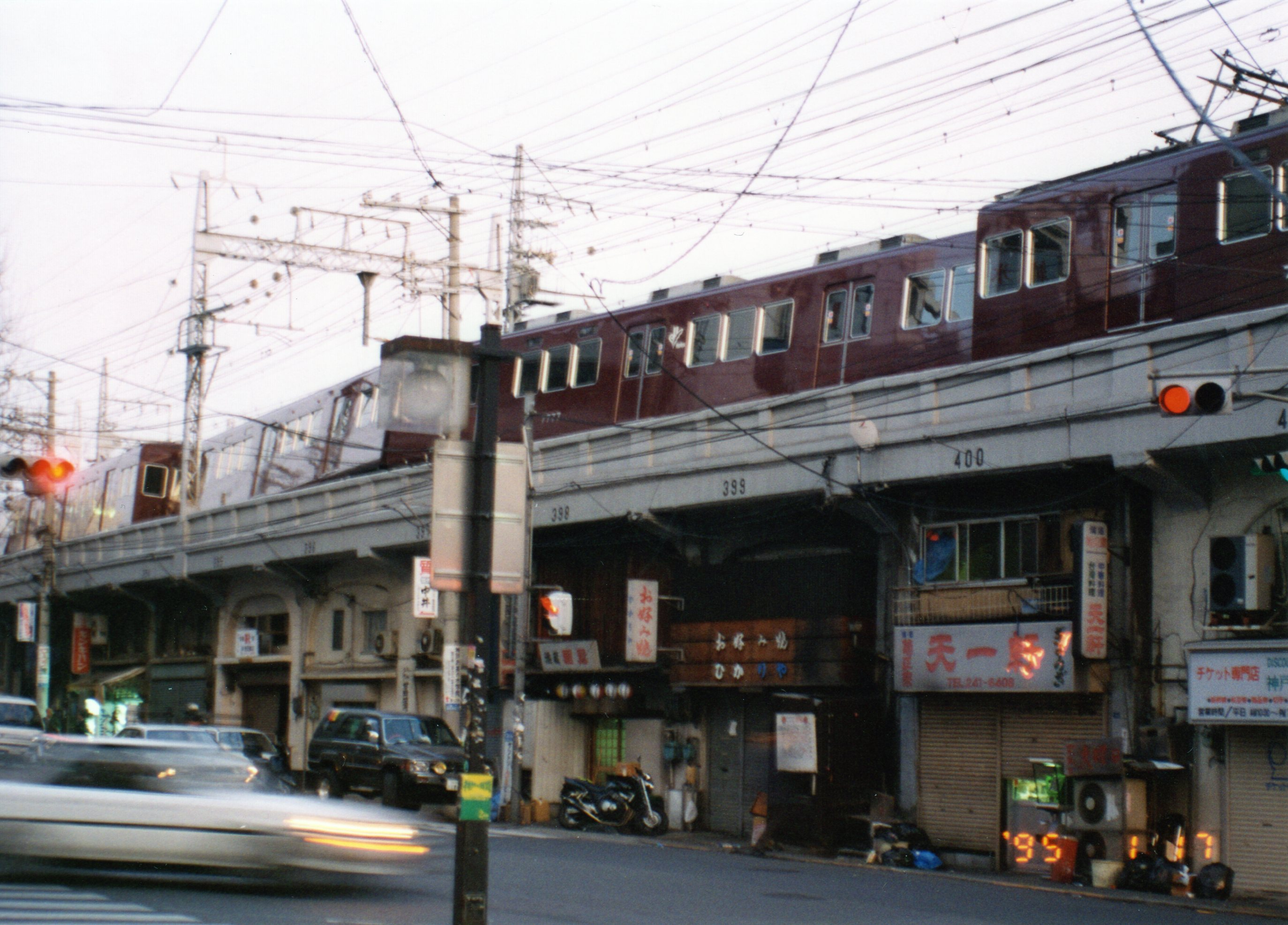
脱線した車両

1995年1月17日に発生した阪神・淡路大震災では、阪急神戸本線にも大きな被害が発生した。
JR神戸線に比べ高架率の高かった阪急神戸本線では、高架橋の倒壊が多数発生したこと、高架下の利用者へ立ち退き交渉を行う必要があったことから、復旧に時間を要した。特に西宮北口駅 - 夙川駅間では、夙川駅駅舎が倒壊したほか、およそ1.6kmにわたって高架橋が落橋し、鉄骨鉄筋コンクリート製の高架橋に作り直したため、最後まで不通となった。また、三宮駅では駅ビルが損壊し、阪急三宮ビルの取り壊しが行われた。
2月20日には、JR神戸線が灘駅から三ノ宮駅方面で運転を再開したため、梅田から三宮の間を移動する場合、大阪駅から住吉駅まではJR神戸線、住吉駅から御影駅まで徒歩で移動し御影駅から王子公園駅までを阪急神戸本線で移動、王子公園駅から灘駅に徒歩で移動し灘駅から三ノ宮駅までJR神戸線を利用することで、阪神間を鉄道と徒歩のみで移動できるようになった。
全線復旧までの間、梅田駅 - 西宮北口駅間では段階的に優等列車の運行が再開された。1月18日に普通のみの運行で運行を再開した後、1月23日に急行、2月9日に準急、3月11日に特急の運行が再開された。6月12日に全線が開通した際にはダイヤ改正が実施され、すべての優等列車の岡本駅停車、通勤特急・通勤急行の新設、日中六甲駅での普通の特急待避中止、日中のすべての特急の新開地駅乗り入れなどが行われた。
不通に伴い代替バスも運行された。1月23日に西宮北口駅 - 三宮駅間で運行を開始し、3月13日からは運行区間を西宮北口駅 - 御影駅間に短縮した。代替バスは5月31日で運行を終了した。

### 復旧の推移
- 1月17日：阪神・淡路大震災で全線が不通に[56]。
- 1月18日：梅田駅 - 西宮北口駅間が復旧[69][71]。
- 2月13日：御影駅 - 王子公園駅間が復旧[69][78]。
- 3月13日：王子公園駅 - 三宮駅間が復旧[69]。
- 4月7日：夙川駅の復旧、および夙川駅付近で倒壊したマンション[79]の撤去作業が完了し、夙川駅 - 岡本駅間が復旧[22][69]。
- 6月1日：岡本駅 - 御影駅間が復旧[69]。
- 6月12日：最後まで不通であった西宮北口駅 - 夙川駅間が復旧[69]し、全線が開通[22][78]。

## 今後の事業計画・構想

### 神戸市営地下鉄西神・山手線との相互直通運転構想
2004年10月の近畿地方交通審議会答申第8号で、「既存施設の改良に関し検討すべき主な事業」のうち、「乗り継ぎ利便性の向上に資する事業」として、三宮駅付近で神戸市営地下鉄西神・山手線との相互直通運転が盛り込まれた。
春日野道駅以西を地下化して直通するというもので、実現した場合は、現在の神戸三宮駅や神戸高速鉄道との相互直通運転は廃止となる可能性もある。もっとも、2004年時点では神戸市側が難色を示しているという報道もあり、その後進展していなかった。2013年12月になって、神戸市長の久元喜造が阪急神戸線と神戸市営地下鉄西神・山手線の直通運転案の検討に入る考えを示したことが報じられている。
2017年11月、神戸新聞社の取材によって、従来の神戸三宮駅で接続するルートの他、王子公園駅から地下線を建設して新神戸駅で接続するルート、神戸高速鉄道東西線（阪神神戸高速線）高速長田駅もしくは山陽電気鉄道本線板宿駅で接続するルートが候補となっていると報じられた。
しかしながら神戸市内はJRや阪急、阪神、山陽電鉄などが運行して東西交通の利便性が高いなどの理由から、多額の投資で得られる効果は限定的と推計され、神戸市は乗り入れ構想を撤回しないものの事業化は当面見送ることを決めた。

### 大阪市営地下鉄四つ橋線との相互直通運転構想
また、近畿地方交通審議会答申第8号では、阪急・大阪市の提案により、大阪市営地下鉄（現在のOsaka Metro）四つ橋線 西梅田駅 - 北梅田駅（仮称） - 十三駅間2.9 kmの延伸が「中長期的に望まれる鉄道ネットワークを構成する新たな路線」として盛り込まれ、2004年8月には「2015年頃を目途に、四つ橋線を十三駅まで延伸し、阪急神戸本線との相互直通運転を行う」との報道もなされた。ただし、答申自体は阪急との乗り入れに触れられておらず、現実には集電方式の違いや、西梅田駅とほぼ同深度にある阪神本線のトンネルが延伸の支障になるなどの問題があったことから、報道内容や実現性などが疑問視されていた。これに関連して、2006年12月に四つ橋線の十三駅までの延伸構想に関する報道がなされており、また阪急新大阪連絡線の整備構想もあわせて報道されたことから、阪急神戸本線と四つ橋線の相互乗り入れに関する内容は収束の傾向にある。
なお、この答申第8号では、京都本線と神戸本線の相互直通運転が「既存施設の改良に関し検討すべき主な事業」として挙げられている。

### 新駅設置計画

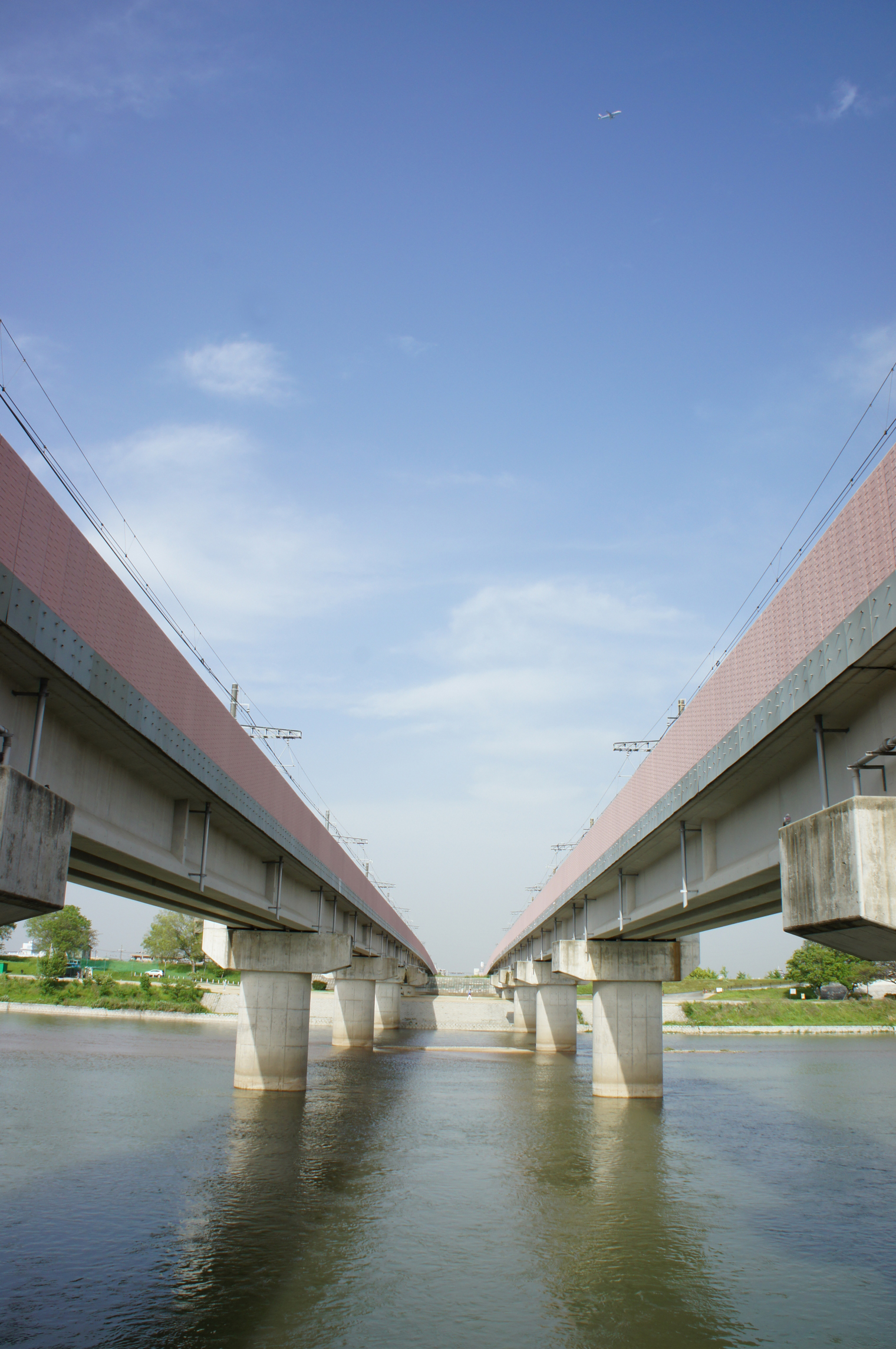
阪急武庫川橋梁（2011年5月撮影）
別線工法により旧鉄橋の両側に新設された、2004年3月竣工のコンクリート橋である。

神戸本線では最も駅間距離の長い (3.3 km)、西宮北口駅 - 武庫之荘駅間の武庫川橋梁上に、新駅（仮称・武庫川新駅）を設置する構想がある。古くは旧瓦木村が1942年に西宮市と合併する際に交わした覚書の中に旧瓦木村の近くに新駅を設置することを条件として求めていたことが記載されており、長きにわたり特に西宮市側の住民により熱心に展開されてきた。阪神・淡路大震災後、老朽化に伴う武庫川橋梁架け替え工事を行った際に旧鉄橋の両側にコンクリート橋を架橋することによって上下線間に島式ホームが設置できる程度のスペースが確保されたため、ここへ新駅を設置しようという動きがみられている。
新駅設置に向けて、2000年には「阪急武庫川駅誘致推進協議会」が結成され、1万人を超える署名を添えた陳情が西宮市議会で採択されたほか、山田知西宮市長（当時）が意欲を見せ（2008年12月10日の市議会本会議で発言）、阪急電鉄角和夫社長も前向きな意向を示すなど、具体的に動きを見せた時期もあったが、山田知市長の死去に伴う市長交代（河野昌弘）などもありその後は暫く動きが途絶えた。一方、尼崎市側は市の財政難を理由に設置には消極的であった。ただ、2012年になり西宮市が新駅設置のための調査費を計上したことで、新駅設置へ向けて再び動きを見せるようになり、2013年には西宮市と県、阪急電鉄がつくる検討会に尼崎市が参加するようになったが同市はあくまで慎重な姿勢であった。
2021年9月3日、阪急電鉄・兵庫県・西宮市・尼崎市からなる検討会にて事業の具体化に向けた検討に入ることで合意したことを発表した。構想では、新設されるホームは現在の橋脚を活用するため、線路間の内側に片面ホームをそれぞれ設ける2面2線とし、可動式ホーム柵、エレベーター、エスカレータも設置される。改札口は西宮市側と尼崎市側にそれぞれ1箇所ずつ設置される。建設費用は駅工事に50億円、駐輪場や周辺工事に10億円の約60億円を見込む。乗降客数は近隣駅などからの転移で2万2623人と算出、両市側とも徒歩または自転車での交通アクセスを想定している。
2022年11月1日、西宮市、尼崎市、阪急電鉄の3者が新駅設置に向けて合意書に調印したことで、新駅設置が正式に決定した。その後2025年2月には、2026年度に着工し2031年度末に完成を目指すことが報じられた。総工費は工法の見直しを含めて約86億円に引き上げられた。

### 連続立体交差事業
西宮市は、市道中津浜線においてボトルネックとなっている車庫横踏切道（西宮車庫東隣）など3か所の踏切の廃止を目的に、武庫川橋梁 - 西宮北口駅間において連続立体交差事業（鉄道高架化）を検討している。

## 駅一覧
凡例
●：停車、◆：今津線直通列車のみ通過、｜↑：通過、↑：片方向のみ運転
- 特急：主に日中に運転。
- 通勤特急：特急に代わり、平日の朝のみ運転。
- 準特急：特急に代わり、早朝に大阪梅田行き1本と平日は夕方以降・土休日は22時以降運転。
- 急行：阪神競馬開催時に大阪梅田行きのみ運転される臨時急行は◆印の西宮北口駅を通過。
- 準急：平日朝に大阪梅田行きのみ運転。
- 快速：平日朝に大阪梅田行きのみ、平日夕に神戸三宮行きのみ運転。
- 普通：各駅に停車するため省略。
- 接続路線の ( ) 内の英数字はその路線の駅の駅番号を表す。
- 神戸本線の駅番号は2013年12月21日より導入[62][63]。

| 駅番号       | 駅名                                        | 駅間 営業 キロ | 累計 営業 キロ | 準急 | 快速 | 急行 | 準特急 | 通勤特急 | 特急 | 接続路線 | 所在地 | 所在地 | 所在地 |
| ------------ | ------------------------------------------- | -------------- | -------------- | --- | --- | --- | --- | --- | --- | --- | --- | --- | --- |
| HK-01        | 大阪梅田駅                                  | -              | 0.0            | ● | ● | ● | ● | ● | ● | 阪神電気鉄道： 本線（大阪梅田駅: HS 01） 大阪市高速電気軌道： 御堂筋線（梅田駅: M16）、 谷町線（東梅田駅: T20）、 四つ橋線（西梅田駅: Y11） 西日本旅客鉄道： 東海道本線（JR京都線・JR神戸線）・ JR宝塚線・ おおさか東線・ 大阪環状線（大阪駅: JR-A47・JR-G47・JR-F01・JR-O11）・ JR東西線（北新地駅: JR-H44） | 大阪府大阪市 | 大阪府大阪市 | 北区 |
| HK-02        | 中津駅                                      | 0.9            | 0.9            | ↑ | ｜ | ｜ | ｜ | ｜ | ｜ | | 大阪府大阪市 | 大阪府大阪市 | 北区 |
| HK-03        | 十三駅                                      | 1.5            | 2.4            | ● | ● | ● | ● | ● | ● | 阪急電鉄： 宝塚本線・ 京都本線 | 大阪府大阪市 | 大阪府大阪市 | 淀川区 |
| HK-04        | 神崎川駅                                    | 1.7            | 4.1            | ↑ | ｜ | ｜ | ｜ | ｜ | ｜ | | 大阪府大阪市 | 大阪府大阪市 | 淀川区 |
| HK-05        | 園田駅                                      | 3.1            | 7.2            | ↑ | ｜ | ｜ | ｜ | ｜ | ｜ | | 兵庫県 | 尼崎市 | 尼崎市 |
| HK-06        | 塚口駅                                      | 3.0            | 10.2           | ● | ｜ | ● | ● | ● | ｜ | 阪急電鉄： 伊丹線 | 兵庫県 | 尼崎市 | 尼崎市 |
| HK-07        | 武庫之荘駅                                  | 2.1            | 12.3           | ↑ | ● | ｜ | ｜ | ｜ | ｜ | | 兵庫県 | 尼崎市 | 尼崎市 |
| HK-08        | 西宮北口駅 （阪急西宮ガーデンズ前）         | 3.3            | 15.6           | ↑ | ● | ◆ | ● | ● | ● | 阪急電鉄： 今津線（大阪梅田方面と一部直通運転：下記参照） | 兵庫県 | 西宮市 | 西宮市 |
| HK-09        | 夙川駅                                      | 2.7            | 18.3           | 今津線宝塚駅から直通運転 | ● | ● | ● | ● | ● | 阪急電鉄： 甲陽線 | 兵庫県 | 西宮市 | 西宮市 |
| HK-10        | 芦屋川駅                                    | 2.7            | 21.0           | 今津線宝塚駅から直通運転 | ● | ● | ｜ | ｜ | ｜ | | 兵庫県 | 芦屋市 | 芦屋市 |
| HK-11        | 岡本駅                                      | 2.4            | 23.4           | 今津線宝塚駅から直通運転 | ● | ● | ● | ● | ● | | 兵庫県 | 神戸市 | 東灘区 |
| HK-12        | 御影駅                                      | 2.2            | 25.6           | 今津線宝塚駅から直通運転 | ● | ● | ｜ | ｜ | ｜ | | 兵庫県 | 神戸市 | 東灘区 |
| HK-13        | 六甲駅                                      | 1.8            | 27.4           | 今津線宝塚駅から直通運転 | ● | ● | ● | ｜ | ｜ | | 兵庫県 | 神戸市 | 灘区 |
| HK-14        | 王子公園駅 （王子動物園・王子スタジアム前） | 1.8            | 29.2           | 今津線宝塚駅から直通運転 | ● | ● | ｜ | ｜ | ｜ | | 兵庫県 | 神戸市 | 灘区 |
| HK-15        | 春日野道駅                                  | 1.5            | 30.7           | 今津線宝塚駅から直通運転 | ● | ● | ｜ | ｜ | ｜ | | 兵庫県 | 神戸市 | 中央区 |
| HK-16        | 神戸三宮駅                                  | 1.6            | 32.3           | 今津線宝塚駅から直通運転 | ● | ● | ● | ● | ● | 阪急電鉄： 神戸高速線（一部直通運転：下記参照） 阪神電気鉄道： 本線 (神戸三宮駅:HS 32) 神戸市営地下鉄： 西神・山手線（三宮駅:S03）、 海岸線（三宮・花時計前駅:K01） 神戸新交通： P ポートアイランド線（三宮駅:P01） 西日本旅客鉄道： 東海道本線（JR神戸線）（三ノ宮駅:JR-A61）                                | 兵庫県 | 神戸市 | 中央区 |
| 直通運転区間 | 直通運転区間                                | 直通運転区間   | 直通運転区間   | 西宮北口駅から ○準急…今津線宝塚駅まで ○臨時急行…今津線仁川駅まで 神戸三宮駅から ○普通・快速・急行・準特急・通勤特急・特急…神戸高速線新開地駅まで | 西宮北口駅から ○準急…今津線宝塚駅まで ○臨時急行…今津線仁川駅まで 神戸三宮駅から ○普通・快速・急行・準特急・通勤特急・特急…神戸高速線新開地駅まで | 西宮北口駅から ○準急…今津線宝塚駅まで ○臨時急行…今津線仁川駅まで 神戸三宮駅から ○普通・快速・急行・準特急・通勤特急・特急…神戸高速線新開地駅まで | 西宮北口駅から ○準急…今津線宝塚駅まで ○臨時急行…今津線仁川駅まで 神戸三宮駅から ○普通・快速・急行・準特急・通勤特急・特急…神戸高速線新開地駅まで | 西宮北口駅から ○準急…今津線宝塚駅まで ○臨時急行…今津線仁川駅まで 神戸三宮駅から ○普通・快速・急行・準特急・通勤特急・特急…神戸高速線新開地駅まで | 西宮北口駅から ○準急…今津線宝塚駅まで ○臨時急行…今津線仁川駅まで 神戸三宮駅から ○普通・快速・急行・準特急・通勤特急・特急…神戸高速線新開地駅まで | 西宮北口駅から ○準急…今津線宝塚駅まで ○臨時急行…今津線仁川駅まで 神戸三宮駅から ○普通・快速・急行・準特急・通勤特急・特急…神戸高速線新開地駅まで | 西宮北口駅から ○準急…今津線宝塚駅まで ○臨時急行…今津線仁川駅まで 神戸三宮駅から ○普通・快速・急行・準特急・通勤特急・特急…神戸高速線新開地駅まで | 西宮北口駅から ○準急…今津線宝塚駅まで ○臨時急行…今津線仁川駅まで 神戸三宮駅から ○普通・快速・急行・準特急・通勤特急・特急…神戸高速線新開地駅まで | 西宮北口駅から ○準急…今津線宝塚駅まで ○臨時急行…今津線仁川駅まで 神戸三宮駅から ○普通・快速・急行・準特急・通勤特急・特急…神戸高速線新開地駅まで |

- 神戸高速線内は全列車各駅に停車。
- 神崎川駅 - 園田駅間で大阪府豊中市を通るが、駅はない。

### 廃駅
駅名は廃止時のもの。
- 新淀川駅（中津駅 - 十三駅間） - 1926年7月2日廃止
- 西宮戎駅（西宮北口駅 - 夙川駅間） - 正月期の西宮神社・廣田神社参拝客を確保する目的で戦前に設置されていた臨時駅

### 過去の接続路線
- 大阪梅田駅（当時は梅田駅）：阪急北野線 - 1949年1月1日休止
- 中津駅：阪神北大阪線 - 1975年5月6日廃止
- 王子公園駅（当時は西灘駅）：阪急上筒井線 - 1940年5月20日廃止。1936年までの神戸本線

### 主要駅の乗降客数
2021年の通年平均の乗降客数は次の通り。
- 大阪梅田：349,521人
- 十三：52,424人
- 塚口：36,466人
- 武庫之荘：39,375人
- 西宮北口：78,383人
- 夙川：22,003人
- 岡本：21,153人
- 六甲：21,932人
- 神戸三宮：77,001人